# Championnats du Danemark de cyclisme sur route
Les championnats du Danemark de cyclisme sur route sont organisés chaque année.

## Les particularités de l’organisation
- En 1987 et 1988 c'est un championnat commun avec la Suède et la Norvège.
- En 1992 l'épreuve est « Open » : c'est Bjarne Riis, 5e de l'épreuve, qui est déclaré Champion du Danemark des professionnels.

## Hommes

### Podiums de la course en ligne
| Année        | Vainqueur                          | Deuxième                           | Troisième                          |
| ------------ | ---------------------------------- | ---------------------------------- | ---------------------------------- |
| 1897         | Jens Olsen                         | Charles Hansen                     | V. Bastrup                         |
| 1898-1899    | Pas organisé ou résultats inconnus | Pas organisé ou résultats inconnus | Pas organisé ou résultats inconnus |
| 1900         | O. Meyland Schmidt                 | Hjersing Petersen                  | Niels Frandsen                     |
| 1901         | Vilhelm Møller                     | P. From                            | Mads Holm                          |
| 1902-1935    | Pas organisé                       | Pas organisé                       | Pas organisé                       |
| 1936         | Frode Sørensen                     | Arne Petersen (en)                 | Alex Jensen                        |
| 1937         | Georg Nielsen                      | Georg Sørensen                     | Christian Christiansen             |
| 1938         | Frode Sørensen                     | Rudolf Rasmussen (de)              | Georg Nielsen                      |
| 1939         | Wenzel Jørgensen                   | Børge Saxil (en)                   | Frode Sørensen                     |
| 1940         | Rudolf Rasmussen (de)              | Herbert Staun                      | Wenzel Jørgensen                   |
| 1941         | Rudolf Rasmussen (de)              | Wenzel Jørgensen                   | Georg Sørensen                     |
| 1942         | Rudolf Rasmussen (de)              | Wenzel Jørgensen                   | Børge Saxil (en)                   |
| 1943         | Christian Pedersen                 | Rudolf Rasmussen (de)              | Wenzel Jørgensen                   |
| 1944         | Christian Pedersen                 | Rudolf Rasmussen (de)              | Børge Hansen                       |
| 1945         | Christian Pedersen                 | Børge Saxil (en)                   | Rudolf Rasmussen (de)              |
| 1946         | Christian Pedersen                 | Børge Rasmussen                    | Willy Emborg (de)                  |
| 1947         | Børge Saxil (en)                   | Willy Emborg (de)                  | Rudolf Rasmussen (de)              |
| 1948         | Knud Andersen                      | Freddy Ammentorp                   | Rudolf Rasmussen (de)              |
| 1949         | Wedell Østergaard (da)             | Christian Pedersen                 | Willy Emborg (de)                  |
| 1950         | Hans Andresen                      | Wedell Østergaard (da)             | Christian Pedersen                 |
| 1951         | Annulé                             | Annulé                             | Annulé                             |
| 1952         | Max Jørgensen (de)                 | Wedell Østergaard (da)             | Hans Andresen                      |
| 1953         | Christian Pedersen                 | Eluf Dalgaard                      | Fritz Ravn (de)                    |
| 1954         | Eluf Dalgaard                      | Hans Andresen                      | Helge Hansen (en)                  |
| 1955         | Hans Andresen                      | Eluf Dalgaard                      | Fritz Ravn (de)                    |
| 1956         | Fritz Ravn (de)                    | Palle Lykke                        | Eluf Dalgaard                      |
| 1957         | Eluf Dalgaard                      | Niels Baunsøe (de)                 | Svend Pedersen                     |
| 1958         | John Grønvald                      | Johan Johansen                     | Jørgen Mikkelsen                   |
| 1959         | Ole Krøier (de)                    | Ole Pingel (de)                    | Jørgen Jørgensen (en)              |
| 1960         | Ole Pingel (de)                    | Bent Peters (de)                   | Torben Helsgaun                    |
| 1961         | Bent Peters (de)                   | Arne Christensen                   | Ole Pingel (de)                    |
| 1962         | Ole Ritter                         | Svend Pallisø                      | Ib Varbæk (de)                     |
| 1963         | Ole Pingel (de)                    | Jørgen Hansen                      | Mogens Frey                        |
| 1964         | Ole Ritter                         | Knud Bock                          | Ole Pingel (de)                    |
| 1965         | Lars Lander (de)                   | Gerhard Nielsen (de)               | Helge Ingemann                     |
| 1966         | Ole Ritter                         | Willy Skibby (da)                  | Jørgen Hansen                      |
| 1967         | Mogens Frey                        | Bjarne Sørensen (en)               | Svend Erik Bjerg (en)              |
| 1968         | Verner Blaudzun                    | Benny Pedersen (de)                | Leif Mortensen                     |
| 1969         | Tommy Nielsen (en)                 | Erik Skelde (de)                   | Jørgen Schmidt                     |
| 1970         | Verner Blaudzun                    | Jørgen Schmidt                     | Bent Pedersen (en)                 |
| 1971         | Bent Pedersen (en)                 | Svend Erik Bjerg (en)              | Asger Iversen                      |
| 1972         | Jørgen Timm (de)                   | Kim Theils                         | Tommy Nielsen (en)                 |
| 1973         | Reno Olsen                         | Verner Blaudzun                    | Bent Pedersen (en)                 |
| 1974         | Benny Pedersen (de)                | Verner Blaudzun                    | Henning Jørgensen (de)             |
| 1975         | Jørgen Hansen                      | Eigil Sørensen (de)                | Flemming Hartz                     |
| 1976         | Torben Hjort                       | Ivar Jakobsen (de)                 | Gert Frank                         |
| 1977         | Jørgen Knudsen                     | Jan Gram Jensen                    | Verner Blaudzun                    |
| 1978         | Benny Pedersen (de)                | Eigil Sørensen (de)                | Henning Jørgensen (de)             |
| 1979         | Michael Marcussen                  | Verner Blaudzun                    | Jan Høegh (de)                     |
| 1980         | James Møller (da)                  | Jørgen Hansen                      | Henning Jørgensen (de)             |
| 1981         | Jørgen Vagn Pedersen               | John Carlsen                       | Ole Redsted                        |
| 1982         | René W. Andersen                   | Verner Blaudzun                    | Vagn Scharling (de)                |
| 1983         | Michael Marcussen                  | Jens Veggerby                      | Kim Bybjerg                        |
| 1984         | Kim Eriksen                        | Vagn Scharling (de)                | Per Pedersen                       |
| 1985         | Dan Frost                          | John Carlsen                       | Alex Pedersen                      |
| 1986 (Prof.) | Rolf Sørensen                      |                                    |                                    |
| 1986 (Am.)   | Alex Pedersen                      | Johnny Weltz                       | Henning Sindahl                    |
| 1987 (Prof.) | Kim Andersen                       | Jørgen Marcussen                   | Jesper Skibby                      |
| 1987 (Am.)   | Niels Ole Hald                     | Henning Sindahl                    |                                    |
| 1988 (Prof.) | Søren Lilholt                      | Bjarne Riis                        | Kim Eriksen                        |
| 1988 (Am.)   | Claus Michael Møller               | Michael Gam                        | Christian Andersen                 |
| 1989 (Prof.) | Johnny Weltz                       | Jesper Skibby                      | Per Pedersen                       |
| 1989 (Am.)   | Michael Guldhammer (de)            | Lennie Kristensen                  | Henning Sindahl                    |
| 1990         | Brian Holm                         | Søren Lilholt                      | Alex Pedersen                      |
| 1991         | Kim Marcussen (de)                 | Lars Michaelsen                    | Per Sindahl                        |
| 1992 (Prof.) | Bjarne Riis                        | Bo Hamburger                       | Kenneth Weltz (ca)                 |
| 1992 (Am.)   | Lars Michaelsen                    | Lars Bonde                         | Henrik Albæk                       |
| 1993         | Kim Marcussen (de)                 | Alex Pedersen                      | Klaus Kynde                        |
| 1994         | Michael Blaudzun                   | Marc Strange Jacobsen (nl)         | Nicolaj Bo Larsen                  |
| 1995         | Bjarne Riis                        | Brian Holm                         | Peter Meinert                      |
| 1996         | Bjarne Riis                        | Bo Hamburger                       | Jesper Skibby                      |
| 1997         | Nicolaj Bo Larsen                  | Lars Michaelsen                    | Rolf Sørensen                      |
| 1998         | Frank Høj                          | Bo Hamburger                       | Michael Sandstød                   |
| 1999         | Nicolaj Bo Larsen                  | Mikael Kyneb (nl)                  | Jacob Moe                          |
| 2000         | Bo Hamburger                       | Nicolaj Bo Larsen                  | Rolf Sørensen                      |
| 2001         | Jakob Piil                         | Nicolaj Bo Larsen                  | Michael Blaudzun                   |
| 2002         | Michael Sandstød                   | Michael Blaudzun                   | Bo Hamburger                       |
| 2003         | Nicki Sørensen                     | Allan Johansen                     | Bo Hamburger                       |
| 2004         | Michael Blaudzun                   | Stig Dam                           | Matti Breschel                     |
| 2005         | Lars Bak                           | Lars Michaelsen                    | Matti Breschel                     |
| 2006         | Allan Johansen                     | Jacob Moe                          | Troels Vinther                     |
| 2007         | Alex Rasmussen                     | Jacob Moe                          | Jonas Aaen                         |
| 2008         | Nicki Sørensen                     | Matti Breschel                     | Jens-Erik Madsen                   |
| 2009         | Matti Breschel                     | Chris Anker Sørensen               | Frank Høj                          |
| 2010         | Nicki Sørensen                     | Lars Bak                           | Anders Lund                        |
| 2011         | Nicki Sørensen                     | Martin Mortensen                   | Michael Reihs                      |
| 2012         | Sebastian Lander                   | Nicki Sørensen                     | André Steensen                     |
| 2013         | Michael Mørkøv                     | Morten Øllegård                    | Casper von Folsach                 |
| 2014         | Michael Valgren                    | Michael Carbel Svendgaard          | Michael Mørkøv                     |
| 2015         | Chris Anker Sørensen               | Martin Mortensen                   | Alexander Kamp                     |
| 2016         | Alexander Kamp                     | Michael Valgren                    | Lasse Norman                       |
| 2017         | Mads Pedersen                      | Nicolai Brøchner                   | Alexander Kamp                     |
| 2018         | Michael Mørkøv                     | Niklas Larsen                      | Michael Carbel Svendgaard          |
| 2019         | Michael Mørkøv                     | Kasper Asgreen                     | Niklas Larsen                      |
| 2020         | Kasper Asgreen                     | Andreas Kron                       | Michael Mørkøv                     |
| 2021         | Mads Würtz Schmidt                 | Frederik Wandahl                   | Mathias Norsgaard                  |
| 2022         | Alexander Kamp                     | Mads Pedersen                      | Mikkel Honoré                      |
| 2023         | Mattias Skjelmose                  | Magnus Bak Klaris                  | Andreas Kron                       |
| 2024         | Rasmus Søjberg                     | Kasper Asgreen                     | Frederik Wandahl                   |
| 2025         | Søren Kragh Andersen               | Mads Pedersen                      | Casper Pedersen                    |

Multi-titrés
- 5 : Christian Pedersen
- 4 : Nicki Sørensen

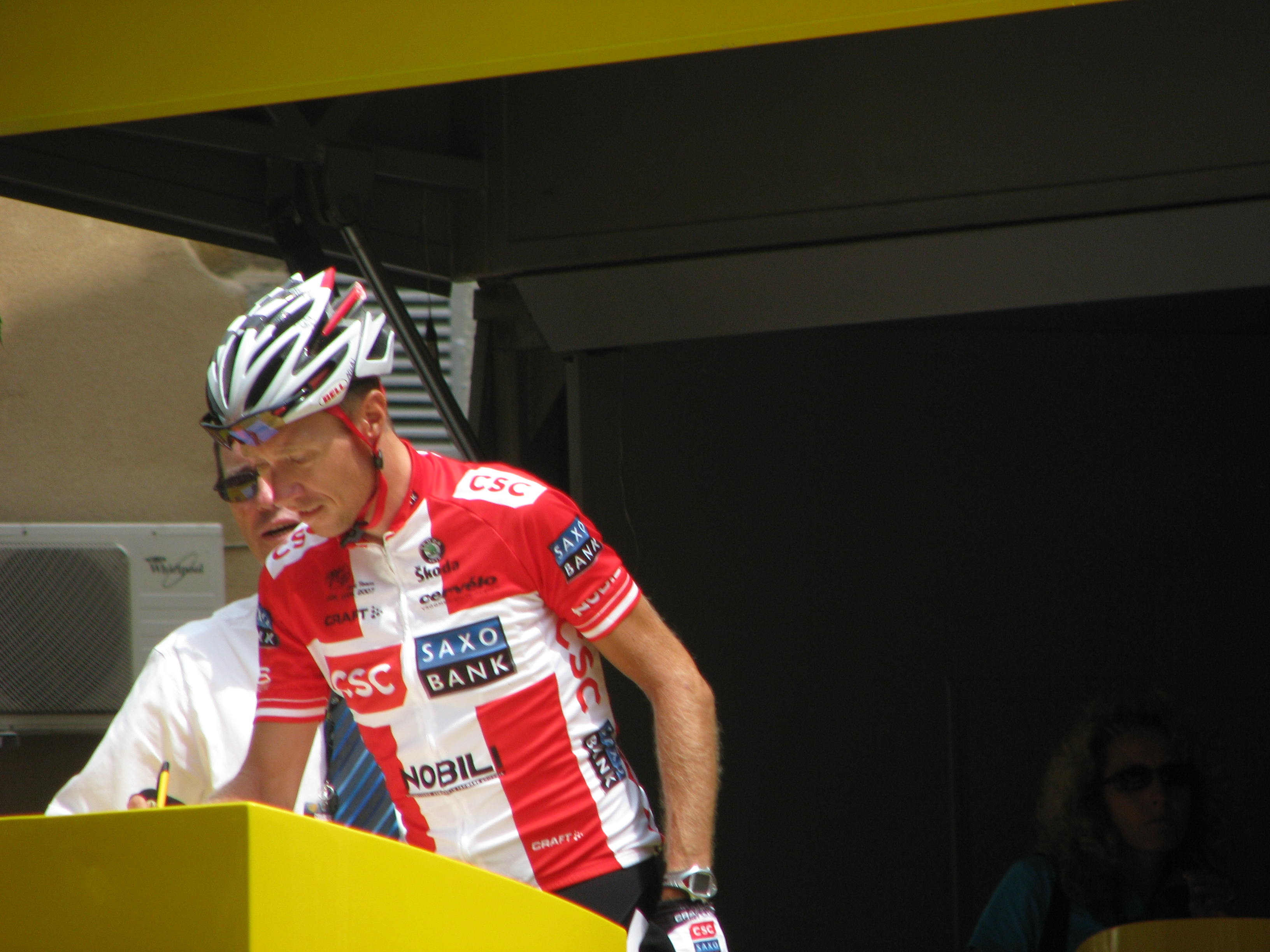
Nicki Sørensen durant le Tour de France 2008.

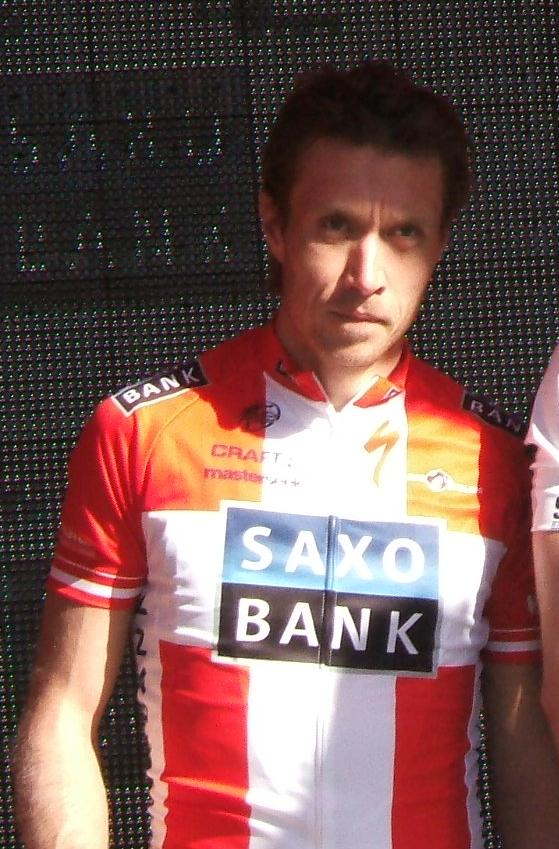
Nicki Sørensen portant le maillot de champion du Danemark lors du Tour Down Under 2009.

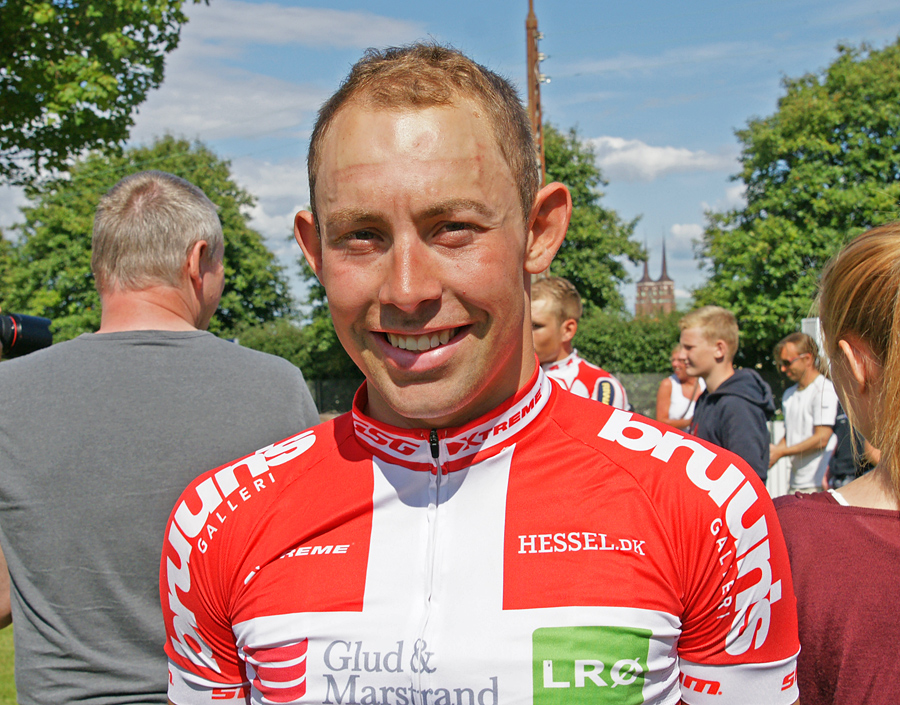
Sebastian Lander, champion du Danemark 2012

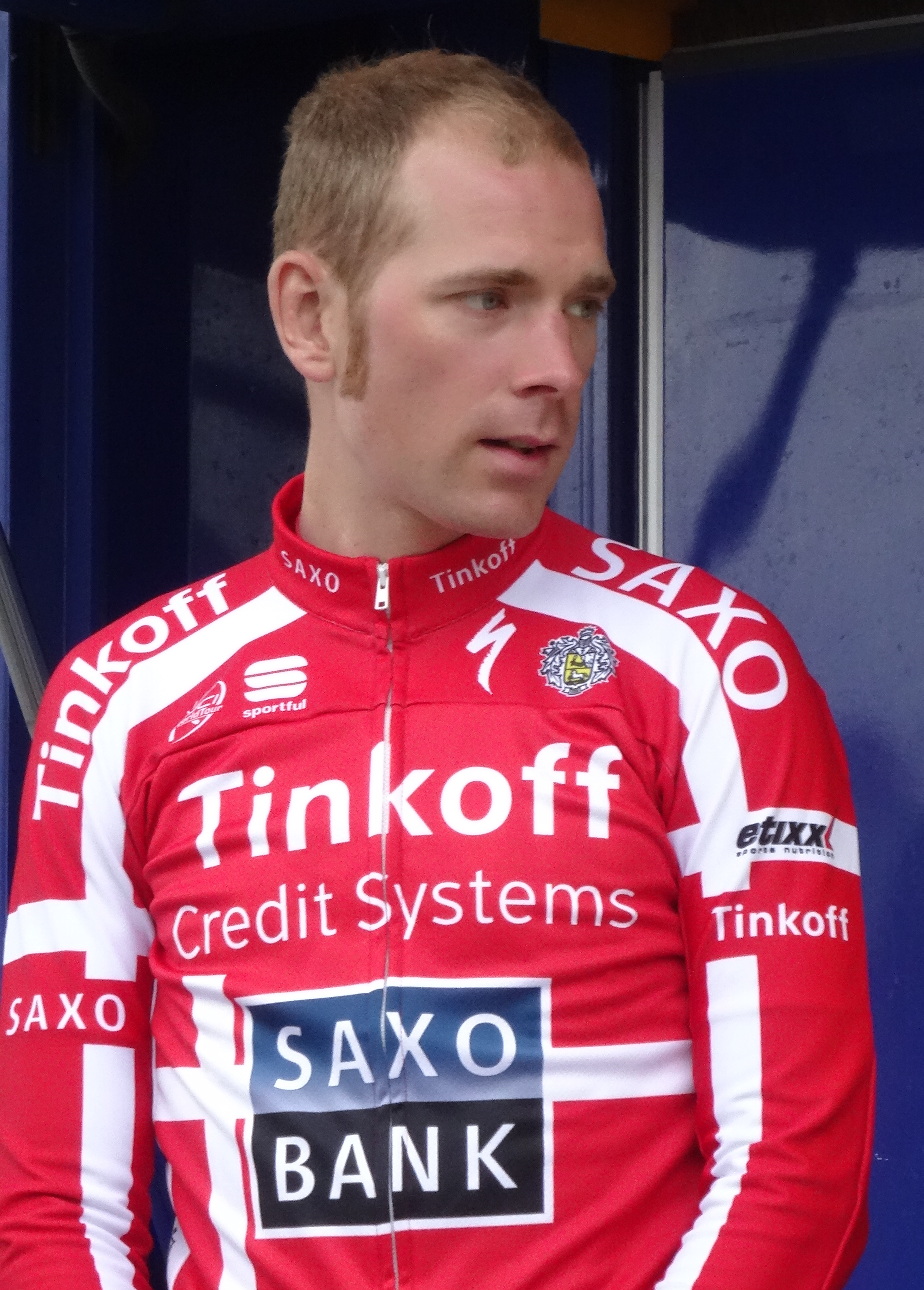
Michael Mørkøv avec son maillot de champion national lors des Quatre Jours de Dunkerque 2014

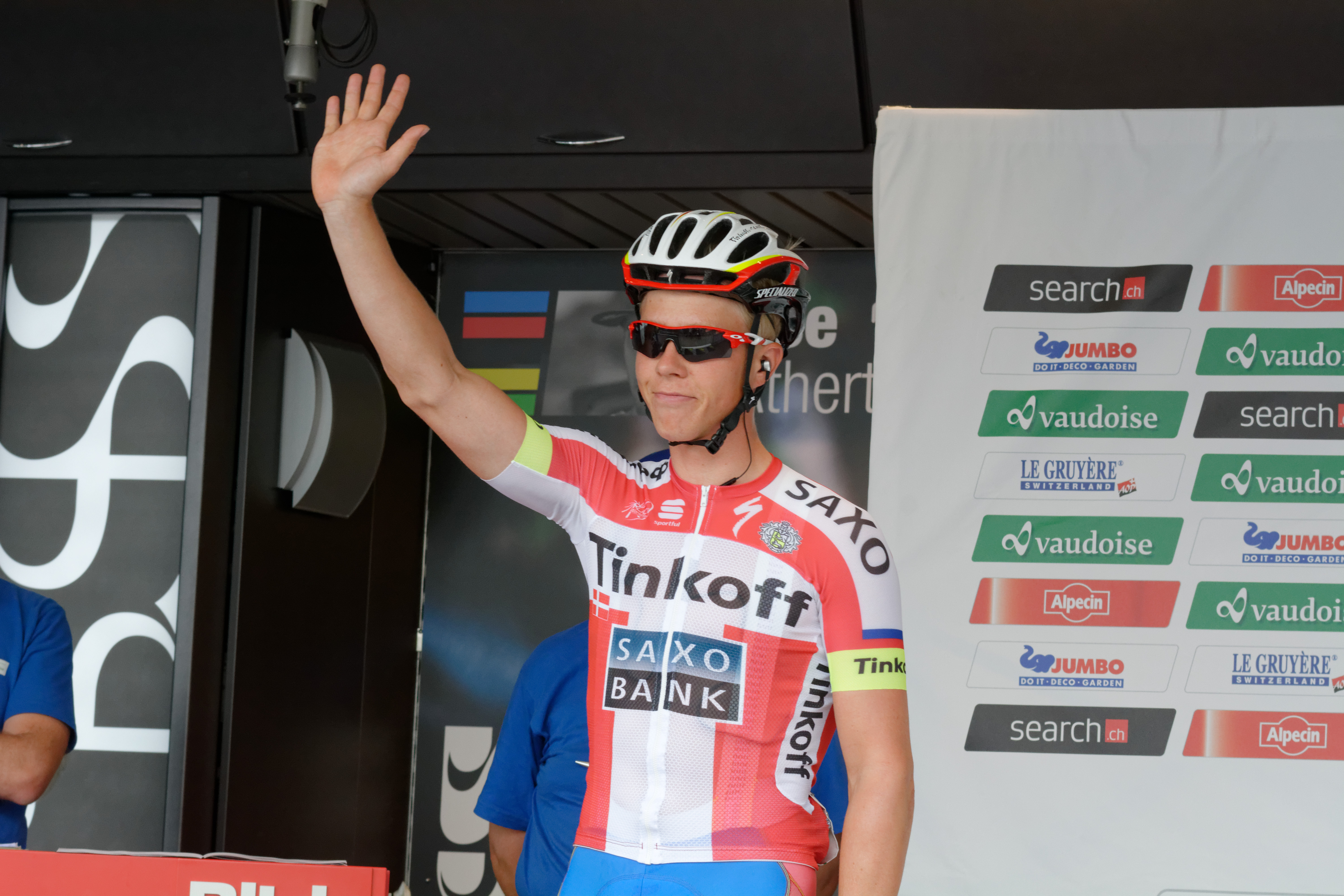
Michael Valgren vêtu de son maillot de champion du Danemark lors du Tour de Suisse 2015

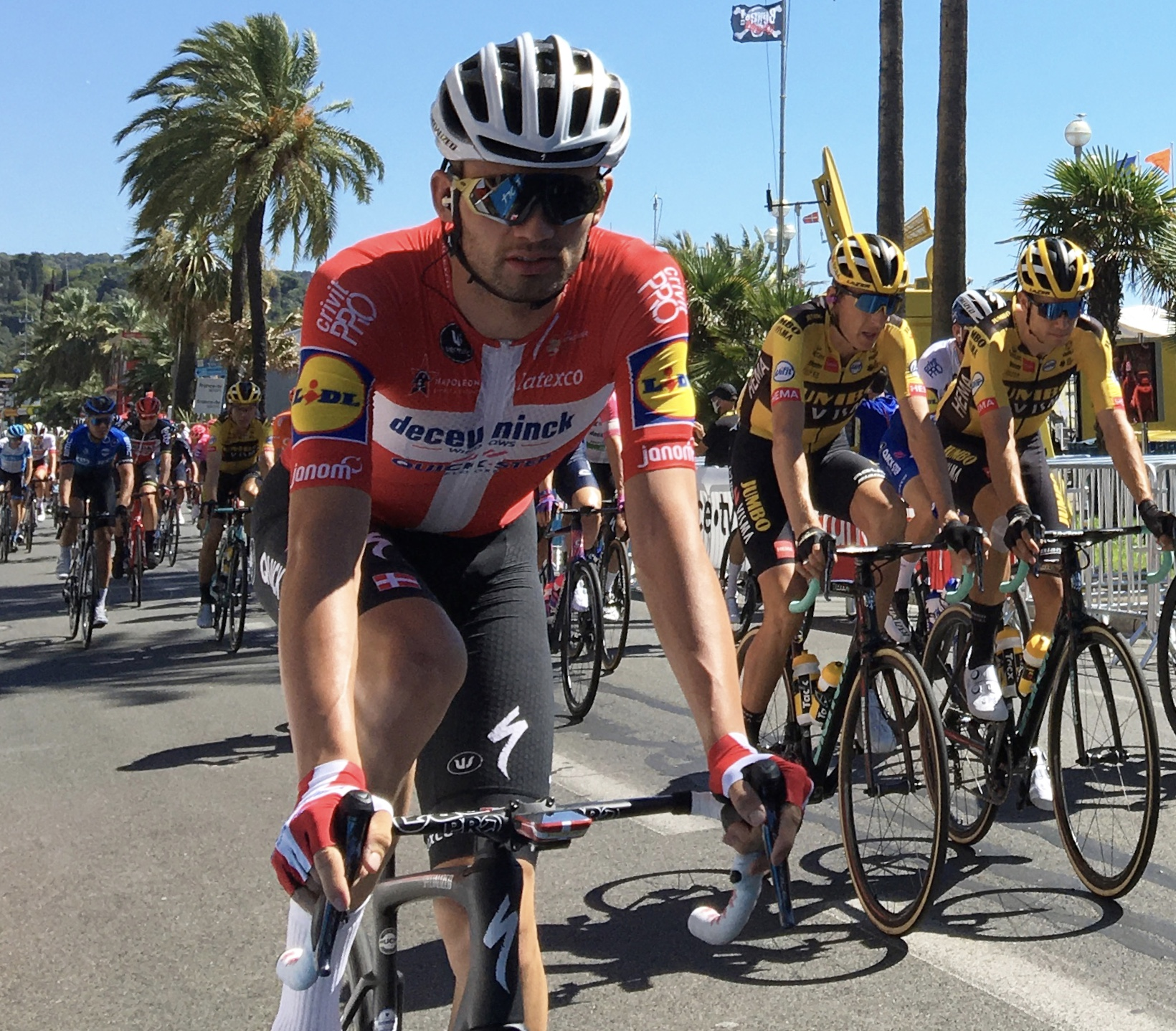
Kasper Asgreen avec son maillot de champion du Danemark lors du Tour de France 2020

- 3 : Bjarne Riis, Michael Mørkøv, Ole Ritter, Rudolf Rasmussen (en)
- 2 : Alexander Kamp, Nicolai Bo Larsen, Kim Marcussen (de), Michael Marcussen, Benny Pedersen (de), Verner Blaudzun, Ole Pingel (de), Hans Edmund Andresen, Frode Sørensen

### Podiums du contre-la-montre
| Année     | Vainqueur                          | Deuxième                           | Troisième                          |
| --------- | ---------------------------------- | ---------------------------------- | ---------------------------------- |
| 1905      | H. P. Hansen                       | Valdemar Nielsen (en)              | Carl Andreasen (de)                |
| 1906      | Pas organisé ou résultats inconnus | Pas organisé ou résultats inconnus | Pas organisé ou résultats inconnus |
| 1907      | Olaf Hansen                        | K. Lihn                            | Hans Hansen                        |
| 1908      | Carl Hansen                        |                                    |                                    |
| 1909      | Hans Olsen (en)                    | Christian Damm                     | Fritjof Rosted                     |
| 1910      | Carl Andreasen (de)                | Louis Petersen                     | Olaf Meyland-Schmidt               |
| 1911-1912 | Pas organisé ou résultats inconnus | Pas organisé ou résultats inconnus | Pas organisé ou résultats inconnus |
| 1913      | Olaf Hansen                        | A. K. Andersen                     | Holger Malmgren                    |
| 1914      | Pas organisé ou résultats inconnus | Pas organisé ou résultats inconnus | Pas organisé ou résultats inconnus |
| 1915      | Holger Malmgren                    | Christian Johansen (en)            | Olaf Hansen                        |
| 1916      | Holger Malmgren                    | Carl Mortensen                     | E. Bilgreen                        |
| 1917      | Christian Frisch (de)              | A. K. Andersen                     | Carl Mortensen                     |
| 1918      | Carl Mortensen                     | Willum Nielsen (da)                | Henry F. Petersen                  |
| 1919      | Carl Mortensen                     | Marino Nielsen                     | Christian Frisch (de)              |
| 1920      | Frederik Ahrensborg Clausen (de)   | Christian Johansen (en)            | Willum Nielsen (da)                |
| 1921      | Henry Hansen                       | Frederik Ahrensborg Clausen (de)   | Artur Larsen                       |
| 1922      | Albert Mansson                     | Hans Petersen                      | Johannes Rasmussen                 |
| 1923      | Henry Hansen                       | Albert Mansson                     | Marino Nielsen                     |
| 1924      | Erik Eloe Andersen (de)            | Henry Hansen                       | Albert Mansson                     |
| 1925      | Henry Hansen                       | Eigil Jensen                       | Edvin Nielsen                      |
| 1926      | Poul Sørensen (en)                 | Marino Nielsen                     | Orla Jørgensen                     |
| 1927      | Poul Sørensen (en)                 | Leo Nielsen                        | Otto Nielsen                       |
| 1928      | Pas organisé                       | Pas organisé                       | Pas organisé                       |
| 1929      | Finn Nymann                        | Poul Sørensen (en)                 | Oluf Clausen                       |
| 1930      | Henry Hansen                       | Leo Nielsen                        | Erik Eloe Andersen (de)            |
| 1931      | Frode Sørensen                     | Leo Nielsen                        | Henry Andersen                     |
| 1932      | Frode Sørensen                     | Leo Nielsen                        | Knud Jacobsen (de)                 |
| 1933      | Werner Grundahl (da)               | Henry Jørgensen                    | Knud Jacobsen (de)                 |
| 1934      | Leo Nielsen                        | Frode Sørensen                     | Tage Møller (de)                   |
| 1935      | Frode Sørensen                     | Werner Grundahl (da)               | Knud Jacobsen (de)                 |
| 1936-1945 | Pas organisé                       | Pas organisé                       | Pas organisé                       |
| 1946      | Knud Andersen                      | Rudolf Rasmussen (de)              | Børge Saxil Nielsen (de)           |
| 1947      | Christian Pedersen                 | Rudolf Rasmussen (de)              | Jørgen Poulsen                     |
| 1948-1970 | Pas organisé                       | Pas organisé                       | Pas organisé                       |
| 1971      | Gunnar Asmussen                    | Jørgen Schmidt                     | Benny Pedersen (de)                |
| 1972      | Reno Olsen                         | Jørn Lund                          | Jørgen Timm (de)                   |
| 1973      | Reno Olsen                         | Ivar Jakobsen (de)                 | Jørn Lund                          |
| 1974      | Jørgen Timm (de)                   | Jørgen Marcussen                   | Kjell Rodian                       |
| 1975      | Jørgen Marcussen                   | Jørgen Schmidt                     | Torben Hjort                       |
| 1976      | Jørgen Timm (de)                   | Jørn Lund                          | Henning Larsen (en)                |
| 1977      | Per Rydicher (de)                  | Hans-Henrik Ørsted                 | Jørgen Timm (de)                   |
| 1978      | Hans-Henrik Ørsted                 | Jørgen Vagn Pedersen               | Per Sandahl (de)                   |
| 1979      | Per Sandahl (de)                   | Jørgen Vagn Pedersen               | Lars Udby (de)                     |
| 1980      | Hans-Henrik Ørsted                 | Per Kjærsgaard                     | Michael Marcussen                  |
| 1981      | Michael Marcussen                  | Henning Larsen (en)                | Jørgen Vagn Pedersen               |
| 1982      | Per Sandahl (de)                   | Jesper Worre                       | Jørgen Vagn Pedersen               |
| 1983      | Jørgen Vagn Pedersen               | Michael Marcussen                  | Henning Larsen (en)                |
| 1984      | Jørgen Vagn Pedersen               | Michael Marcussen                  | Jesper Skibby                      |
| 1985      | Jesper Skibby                      | Tom Dalkvist                       | Alex Pedersen                      |
| 1986      | René W. Andersen                   | Tom Dalkvist                       | Alex Pedersen                      |
| 1987      | Peter Meinert                      | Claus Michael Møller               | Tom Dalkvist                       |
| 1988      | Peter Meinert                      | Michael Guldhammer (de)            | Tommy Nielsen (de)                 |
| 1989      | Peter Meinert                      | Peter Clausen (en)                 | Tom Dalkvist                       |
| 1990      | Brian Holm                         | Søren Lilholt                      | Alex Pedersen                      |
| 1991      | Claus Michael Møller               | Jan Bo Petersen                    | Michael Guldhammer (de)            |
| 1992      | Jørgen Bligaard                    | Jørgen Bo Petersen                 | Jan Bo Petersen                    |
| 1993      | Claus Michael Møller               | Jens Knudsen                       | Alex Pedersen                      |
| 1994      | Jan Bo Petersen                    | Henrik Jacobsen                    | Tom Dalkvist                       |
| 1995      | Jan Bo Petersen                    | Michael Steen Nielsen              | Jimmi Madsen                       |
| 1996      | Bjarne Riis                        | Jan Bo Petersen                    | Michael Blaudzun                   |
| 1997      | Michael Sandstød                   | Bjarne Riis                        | Peter Meinert                      |
| 1998      | Michael Sandstød                   | Peter Meinert                      | Michael Steen Nielsen              |
| 1999      | Michael Sandstød                   | Jesper Skibby                      | Michael Steen Nielsen              |
| 2000      | Michael Sandstød                   | Michael Blaudzun                   | Bekim Christensen                  |
| 2001      | Michael Blaudzun                   | Jørgen Bo Petersen                 | Bjarke Nielsen                     |
| 2002      | Michael Sandstød                   | Lennie Kristensen                  | Michael Blaudzun                   |
| 2003      | Michael Blaudzun                   | Jørgen Bo Petersen                 | Brian Vandborg                     |
| 2004      | Michael Sandstød                   | Frank Høj                          | Brian Vandborg                     |
| 2005      | Michael Blaudzun                   | Brian Vandborg                     | Lars Bak                           |
| 2006      | Brian Vandborg                     | Jacob Moe                          | Allan Johansen                     |
| 2007      | Lars Bak                           | Brian Vandborg                     | Jacob Kollerup                     |
| 2008      | Lars Bak                           | Frank Høj                          | Michael Blaudzun                   |
| 2009      | Lars Bak                           | Alex Rasmussen                     | Jakob Fuglsang                     |
| 2010      | Jakob Fuglsang                     | Alex Rasmussen                     | Michael Mørkøv                     |
| 2011      | Rasmus Quaade                      | Jakob Fuglsang                     | Mads Christensen                   |
| 2012      | Jakob Fuglsang                     | André Steensen                     | Michael Mørkøv                     |
| 2013      | Brian Vandborg                     | Rasmus Quaade                      | Rasmus Sterobo                     |
| 2014      | Rasmus Quaade                      | Christopher Juul                   | Michael Valgren                    |
| 2015      | Christopher Juul                   | Rasmus Quaade                      | Mads Würtz Schmidt                 |
| 2016      | Martin Toft                        | Michael Valgren                    | Kasper Asgreen                     |
| 2017      | Martin Toft                        | Kasper Asgreen                     | Mikkel Bjerg                       |
| 2018      | Martin Toft                        | Mikkel Bjerg                       | Rasmus Quaade                      |
| 2019      | Kasper Asgreen                     | Martin Toft                        | Johan Price-Pejtersen              |
| 2020      | Kasper Asgreen                     | Martin Toft                        | Frederik Muff                      |
| 2021      | Kasper Asgreen                     | Mikkel Bjerg                       | Martin Toft                        |
| 2022      | Mathias Norsgaard                  | Magnus Cort                        | Mattias Skjelmose                  |
| 2023      | Kasper Asgreen                     | Mattias Skjelmose                  | Mikkel Bjerg                       |
| 2024      | Johan Price-Pejtersen              | Mattias Skjelmose                  | Kasper Asgreen                     |
| 2025      | Mads Pedersen                      | Niklas Larsen                      | Kasper Asgreen                     |

Multi-titrés
- 6 : Michael Sandstød
- 4 : Kasper Asgreen, Henry Hansen

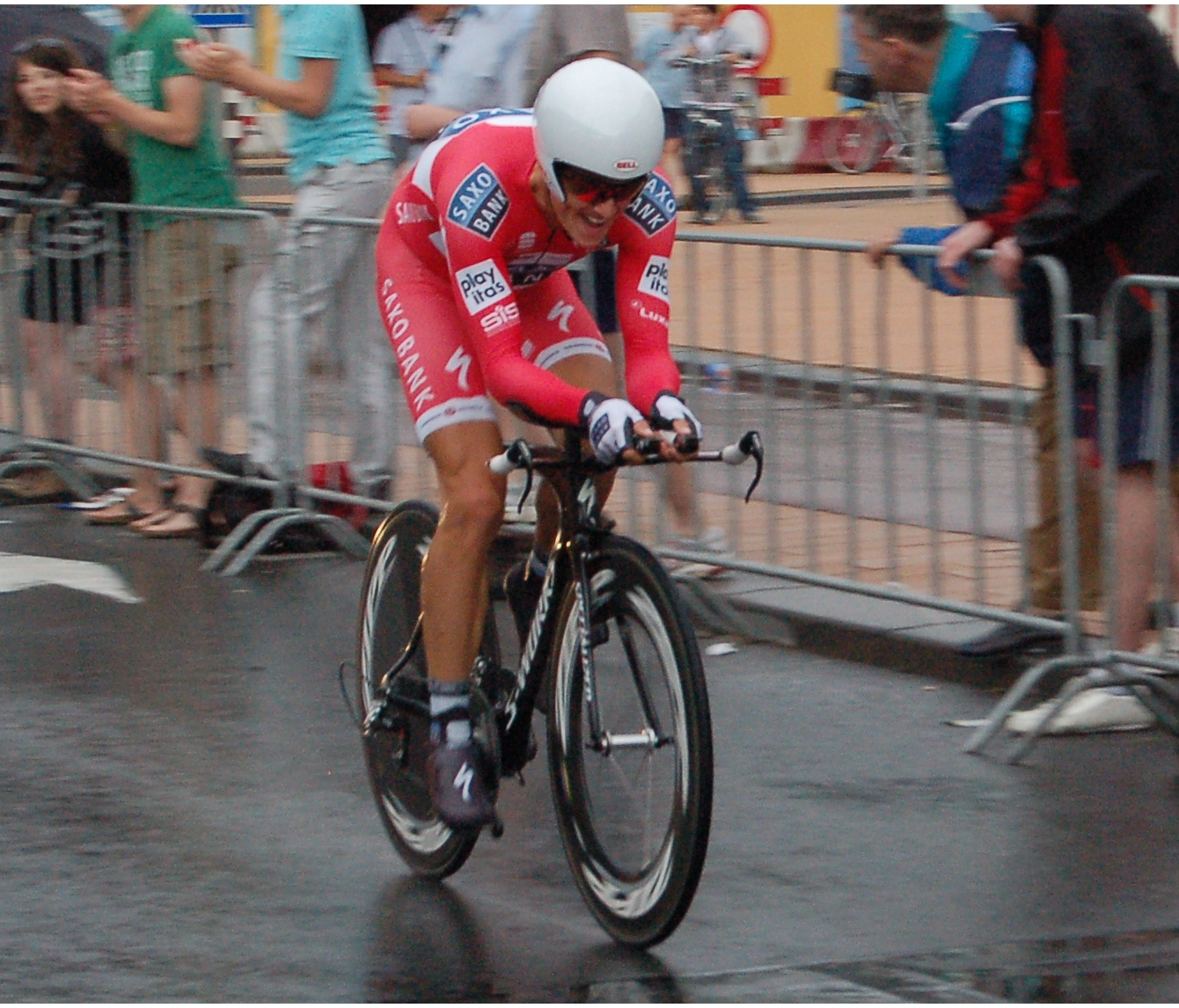
Jakob Fuglsang, champion du Danemark du contre-la-montre, lors du prologue du Tour de France 2010

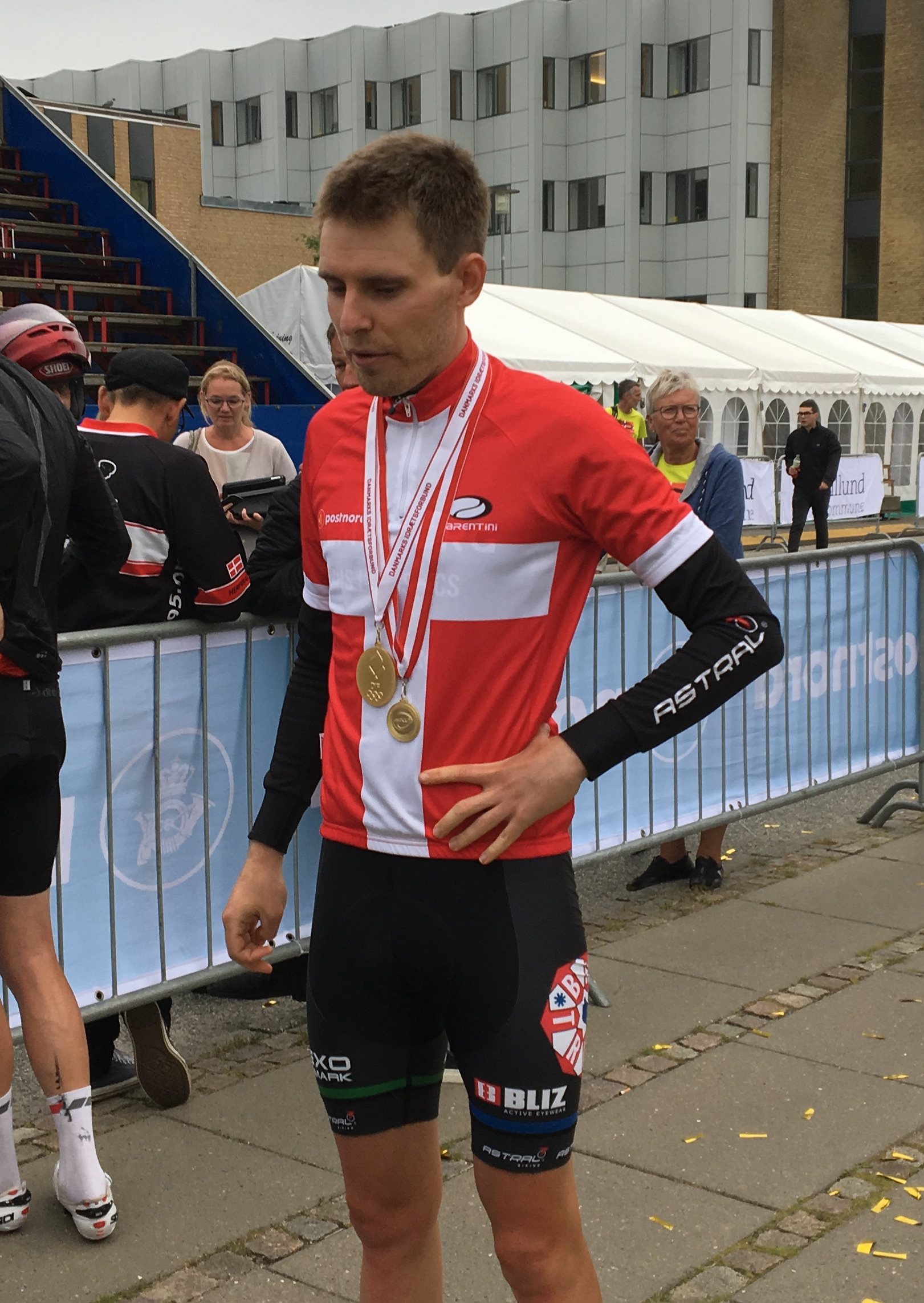
Martin Toft Madsen, champion du Danemark du contre-la-montre en 2017

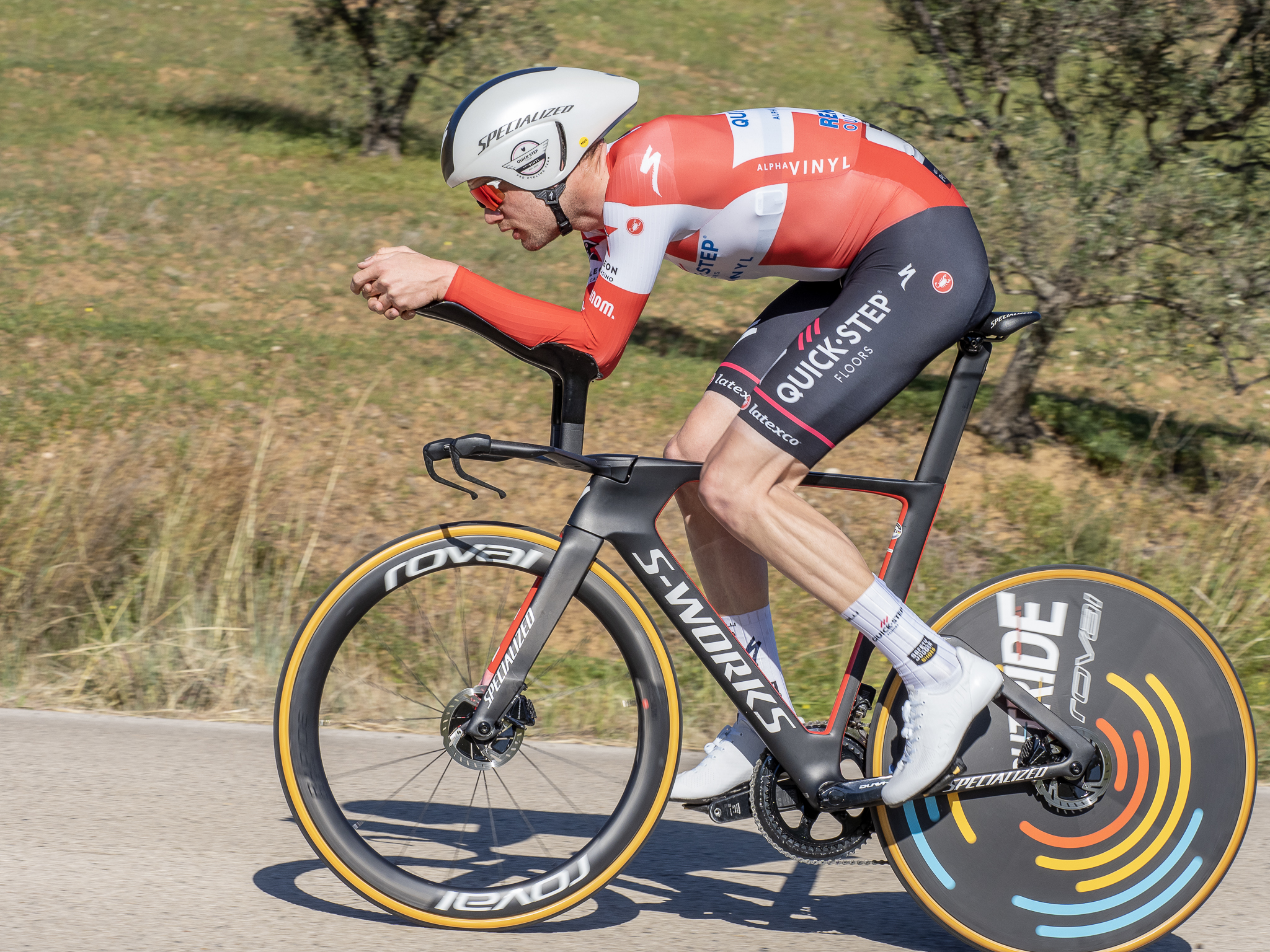
Kasper Asgreen arborant son maillot de champion du Danemark du contre-la-montre lors du Tour de l'Algarve 2022

- 3 : Martin Toft, Michael Blaudzun, Peter Meinert, Frode Sørensen
- 2 : Brian Vandborg, Rasmus Quaade, Jakob Fuglsang, Lars Bak, Claus Michael Møller, Jørgen Vagn Pedersen, Per Sandahl (de), Hans-Henrik Ørsted, Jørgen Timm (de), Reno Olsen, Poul Sørensen (en), Olaf Hansen, Holger Malmgren, Carl Mortensen

### Podiums du contre-la-montre par équipes
| Année | Vainqueur                                                                                               | Deuxième                                                                                                  | Troisième                                                                                                  |
| ----- | --- | --- | --- |
| 1964  | Ole Højlund Erik Skelde (de) Gunnar Asmussen Thorvald Knudsen                                           | Svend Erik Bjerg (en) Per Norup Henning Petersen Knud Olsen                                               | Per Kortegård Per Månsson Leif Madsen Flemming Christensen                                                 |
| 1965  | Ole Højlund Gunnar Asmussen Thorkild Berg Per Frandsen                                                  | Mogens Thorslund Jørn Lønsmann Per Andreasen Per Månsson                                                  | Flemming Gleerup (en) -                                                                                    |
| 1966  | Henning Petersen Per Norup Svend Erik Bjerg (en) -                                                      | - | - |
| 1967  | Henning Petersen Per Norup Svend Erik Bjerg (en) Finn Stavnsholdt                                       | Eigil Sørensen (de) Verner Blaudzun Gerhard Nielsen (de) Karsten Brang                                    | Jørgen Hansen Leif Mortensen Kaj Flindt Knud H. Hansen                                                     |
| 1968  | Jørgen Emil Hansen Leif Mortensen Bent Pedersen (en) Steen Holgaard                                     | Verner Blaudzun Gerhard Nielsen (de) Eigil Sørensen (de) Karsten Brang                                    | Svend Erik Bjerg (en) Finn Staunsholm Knud Olsen Søren Struve                                              |
| 1969  | Verner Blaudzun Gerhard Nielsen (de) Henning Jørgensen (de) Eigil Sørensen (de)                         | Bent Pedersen (en) -                                                                                      | - |
| 1970  | Jørgen Marcussen Flemming Wewer Mogens Boldt Jan Høegh (de)                                             | - | Eigil Sørensen (de) -                                                                                      |
| 1971  | Verner Blaudzun Henning Jørgensen (de) Eigil Sørensen (de) Harly Hyldgaard                              | - | - |
| 1972  | Jørgen Emil Hansen Bent Pedersen (en) Kim Erik Nielsen Jørgen Bro Christiansen                          | Lars Melchiorsen Søren Struve Svend Erik Bjerg (en) Per Norup                                             | Gunnar Asmussen Thorkild Berg Niels Andreasen Anker Wonsyld                                                |
| 1973  | Reno Olsen Junker Jørgensen (de) Ove Jensen (de) Niels Pedersen                                         | Harly Hyldgaard Henning Jørgensen (de) Eigil Sørensen (de) Verner Blaudzun                                | Jan Høegh (de) Flemming Wewer Jørgen Marcussen Peter Damgaard                                              |
| 1974  | Verner Blaudzun Eigil Sørensen (de) Henning Jørgensen (de) Harly Hyldgaard                              | Mogens Wandborg Allan Mortensen Helge Ingemann Jan Ole Hansen                                             | Steen Bransner Mogens Gamst Jørgen Timm (de) Per Rydicher (de)                                             |
| 1975  | Jørgen Emil Hansen Bent Pedersen (en) Kent Brunstedt Gert Sørensen                                      | Preben Sørensen Eigil Sørensen (de) Henning Jørgensen (de) Verner Blaudzun                                | Jan Ole Hansen Helge Ingemann John Vinding Mogens Ottosen                                                  |
| 1976  | Verner Blaudzun Henning Jørgensen (de) Eigil Sørensen (de) Preben Sørensen                              | Knud Damm Per Sandahl (en) Benny Pedersen (de) Gert Frank                                                 | Jørgen Emil Hansen Bent Pedersen (en) Kent Brunstedt Gert Sørensen                                         |
| 1977  | Verner Blaudzun Henning Jørgensen (de) Eigil Sørensen (de) Jens Andersen                                | Tommy Pedersen Svend B. Jacobsen Per Niclasen Per Norup                                                   | Ernst van Norde Jan Rasmussen Torben Ridder Per Kærsgaard (de)                                             |
| 1978  | Hans-Henrik Ørsted Junker Jørgensen (de) Ove Jensen (de) Niels Pedersen                                 | Jens Andersen Eigil Sørensen (de) Henning Jørgensen (de) Verner Blaudzun                                  | Jan Gram Nelsen John V. Hansen Henrik E. Rasmussen Peter Damgaard                                          |
| 1980  | Ivar Jakobsen Steen Michael Petersen Dan Frost Jesper Worre                                             | Torben Hansen James Møller Sven B. Jacobsen Per Norup                                                     | Verner Blaudzun Henning Jørgensen Eigil Sørensen (de) Brian Holm                                           |
| 1981  | Per Norup Jan Høegh (de) James Møller Svend B. Jacobsen                                                 | Henrik Blomhøj John Carlsen John V. Hansen Søren M. Jepsen                                                | Jesper Worre Ole Rasmussen Niels B. Jensen Ivar Jakobsen (en)                                              |
| 1982  | Ole Redsted Brian Holm Rene W. Andersen Peter Bærskog                                                   | Jørgen Hansen Peter Ebbesen Michael Ebbesen Johnny Weltz                                                  | Henning Jørgensen (de) Eigil Sørensen (de) Verner Blaudzun Brian Holm                                      |
| 1983  | Bjarne Riis Kim Eriksen Lars Jensen (en) Michael Marcussen                                              | Per Pedersen Henning Jørgensen (de) Ove R. Christensen Jørgen Kilsgård                                    | Brian Holm René W. Andersen Jack Arvid Olsen Ole Redsted                                                   |
| 1984  | Birger Hillstrøm Kim Bybjerg Ole Erichsen Benny Pedersen (de)                                           | Henning Larsen (de) Ole Hye Nielsen Bent Nielsen -                                                        | |
| 1985  | Bjarne Riis Per Pedersen Alex Pedersen Björn Sørensen                                                   | Vagn Scharling (de) Ole Rasmussen Jan Jørgensen Tom Dalkvist                                              | Brian Holm Dan Frost René W. Andersen Henning Sindahl                                                      |
| 1986  | Vagn Scharling (de) Tom Dalkvist Jan Jørgensen Ole Rasmussen                                            | René W. Andersen Dan Frost Henning Sindahl Klaus Møller                                                   | Alex Pedersen Lars Johannesen Kim Kronborg Ove Rytoft                                                      |
| 1987  | Vagn Scharling (de) Tom Dalkvist Ole Rasmussen Kim Marcussen (de)                                       | Ole Erichsen Kim Jensen Benny Petersen Martin Kryger                                                      | Henning Sindahl Klaus Møller Jan G. Nielsen René W. Andersen                                               |
| 1988  | Peter Meinert-Nielsen Michael Guldhammer (de) Christian Hesthaven                                       | Torben Jakobsen Tommy Nielsen (de) Thomas Jørgensen                                                       | Henrik Albæk Lars Michaelsen Christian Skotte                                                              |
| 1989  | Peter Meinert-Nielsen Michael Guldhammer (de) Christian Lauritsen                                       | Tom Dalkvist Kim Marcussen (de) Allan Hasemann                                                            | Lars Michaelsen Christian Skotte Henrik Albæk                                                              |
| 1990  | Jan Bo Petersen Martin Kryger Ole Erichsen                                                              | Dan Frost Ken Frost Peter Clausen (en)                                                                    | Kim Marcussen (de) Jørgen Bo Petersen Mark Jacobsen                                                        |
| 1991  | Jørgen Bligaard Lars Johannesen Carl Christian Pedersen                                                 | Tommy Nielsen (de) Klaus Møller Jack Arvid Olsen                                                          | Lars Michaelsen Henrik Albæk Rene Thygesen                                                                 |
| 1992  | Kim Marcussen (de) Jørgen Bo Petersen Claus Michael Møller                                              | Lars Michaelsen Henrik Albæk Frank Høj                                                                    | Tommy Nielsen (de) Torben Jakobsen Jens Knudsen                                                            |
| 1993  | Jørgen Bligaard Michael Blaudzun Carsten Thomasen                                                       | Jens Knudsen Torben Steen Jakobsen Sven Bang                                                              | Henrik Jacobsen Martin Kryger Jan Bo Petersen                                                              |
| 1994  | Henrik Jacobsen Martin Kryger Jan Bo Petersen                                                           | Jens Knudsen Torben Steen Jakobsen Jesper Kryger                                                          | Jørgen Bligaard Michael Blaudzun Carsten Thomasen                                                          |
| 1995  | Jens Knudsen Jimmi Madsen Torben Steen Jakobsen                                                         | Jørgen Bligaard René Jørgensen Carsten Thomsen                                                            | Frederik Bertelsen (en) Michael Steen Nielsen Michael Nielsen                                              |
| 1996  | Jens Knudsen Jimmi Madsen Jacob Gram Nielsen (nl)                                                       | Jørgen Bligaard Carl Christian Pedersen Dennis Rasmussen                                                  | Tayeb Braikia Camillo Gravesen Flemming Kirkegaard                                                         |
| 1997  | Jens Knudsen Jimmi Madsen Jakob Piil                                                                    | Jacob Gram Nielsen (nl) Jan Bo Petersen Ole Ørsted                                                        | Jimmi Madsen Rune Larsen Morten Sonne (nl)                                                                 |
| 1998  | Bjarne Riis Michael Blaudzun Carl Christian Pedersen                                                    | Jimmi Madsen Tayeb Braikia Martin Kryger                                                                  | Marc Strange Jacobsen (nl) Michael Steen Nielsen Christian Foget Andersen                                  |
| 1999  | Jesper Skibby Nicolaj Bo Larsen Michael Steen Nielsen                                                   | Carl Christian Pedersen Frank Hyldgaard Ari Højgaard                                                      | Torben Bo Knudsen Henrik Djernis Henrik Jacobsen                                                           |
| 2000  | Jesper Skibby Nicolaj Bo Larsen Jacob Piil                                                              | Carl Christian Pedersen Ari Højgaard Frank Hyldgaard                                                      | Martin Kryger Lennie Kristensen Jimmy Hansen                                                               |
| 2001  | Jørgen Bo Petersen Jimmy Hansen Michael Skelde                                                          | Ari Højgaard Frank Hyldgaard Flemming Bennetsen                                                           | Martin Kryger Jakob Andersen Peter Gaarde                                                                  |
| 2003  | Brian Vandborg Lasse Siggaard Ari Højgaard                                                              | Jannik Skovlund Max Nielsen Gøran Nielsen                                                                 | Brian Larsen Michael Tronborg Thomas Lundgaard                                                             |
| 2004  | Kasper Klostergaard Jens-Erik Madsen Max Nielsen                                                        | Christian Knørr Morten Knudsen Martin Mortensen                                                           | Lasse Bøchman Thomas Japp Jacob Kollerup                                                                   |
| 2005  | Michael Mørkøv Kristoffer Gudmund Nielsen Kasper Jebjerg                                                | Peter Gaarde Jacob Kollerup Thomas Bendixen                                                               | Martin Mortensen Michael Færk Michael Tronborg                                                             |
| 2006  | Martin Mortensen Christian Knørr Michael Færk                                                           | Kristoffer Gudmund Nielsen Kasper Jebjerg Michael Mørkøv                                                  | Troels Vinther André Steensen Thomas Guldhammer                                                            |
| 2007  | Jens-Erik Madsen Michael Tronborg René Jørgensen                                                        | Kristoffer Gudmund Nielsen Jan Almbald Morten Reckweg (da)                                                | Michael Bjørn Johansen Thomas Bendixen Jacob Kollerup                                                      |
| 2008  | Brian Vandborg Jacob Moe Casper Jørgensen Michael Mørkøv Kristoffer Gudmund Nielsen Morten Reckweg (da) | Michael Tronborg Martin Mortensen Kasper Jebjerg Jens-Erik Madsen Allan Johansen Alex Rasmussen           | Jacob Kollerup Thomas Bendixen Michael Bjørn Johansen Jan Almblad (de) Philip Nielsen (de) Kristian Sobota |
| 2009  | Jens-Erik Madsen Rasmus Guldhammer Troels Vinther Thomas Guldhammer Jonas Aaen Daniel Kreutzfeldt       | Michael Tronborg Allan Johansen Kasper Jebjerg Mads Christensen Jimmi Sørensen Morten Brink               | Daniel Foder Philip Nielsen (de) Lars Ulrich Michael Larsen Thomas Just Michael Kaiser                     |
| 2010  | Pas organisé                                                                                            | Pas organisé                                                                                              | Pas organisé                                                                                               |
| 2011  | Lasse Bøchman Christopher Juul Daniel Foder Jimmi Sørensen Michael Valgren Troels Vinther               | Thomas Guldhammer Rasmus Quaade Nikola Aistrup Kaspar Schjønnemann Jan-Erik Madsen Christian Ranneries    | Rasmus Sterobo Christian Jersild Kristian Haugaard Jesper Hansen Søren Pugdahl Morten Christensen          |
| 2012  | Sebastian Lander Michael Valgren Niki Østergaard (en) Lasse Bøchman André Steensen Rasmus Sterobo       | Christian Jersild Frederik Thalund Lasse Norman Mark Sehested Rasmus Quaade Søren Pugdahl                 | Michael Reihs Kristian Sobota Rasmus Guldhammer Jimmi Sørensen Daniel Foder Martin Pedersen                |
| 2013  | Daniel Foder Mathias Møller Rasmus Guldhammer Mark Sehested Lasse Norman Jacob Kjeldsen                 | Michael Valgren Rasmus Sterobo André Steensen Troels Vinther Jesper Hansen                                | Rasmus Quaade Casper von Folsach Emil Vinjebo Søren Kragh Asbjørn Kragh Rasmus Mygind                      |
| 2014  | Rasmus Quaade Rasmus Guldhammer Daniel Foder Mark Sehested Patrick Clausen Søren Kragh                  | Mads Pedersen Lasse Bøchman Martin Mortensen Troels Vinther Mads Christensen Magnus Cort                  | Jimmi Sørensen Asbjørn Kragh Jake Tanner Sebastian Forke Stefan Schumacher Enrico Rossi                    |
| 2015  | Mads Rahbek (da) Søren Kragh Asbjørn Kragh Daniel Foder Mark Sehested Anders Hardahl                    | Martin Toft Heine Winding Jesper Andreasen Christoffer Lisson Anders Holm Mathias Westergaard             | Casper von Folsach Casper Pedersen Mads Christensen Martin Grøn Emil Bækhøj Rasmus Mygind                  |
| 2016  | Kasper Asgreen Daniel Foder Andreas Hyldgaard Mads Rahbek (da) Mark Sehested Mads Würtz Schmidt         | Rune Almindsø Louis Bendixen Kristian Haugaard Gustav Larsson Jesper Odgaard Alex Rasmussen               | Lars Carstensen Stefan Djurhuus Christoffer Lisson Emil Ravnsholt Martin Toft Mathias Westergaard          |
| 2017  | Mikkel Bjerg Casper Pedersen Rasmus Quaade Frederik Rodenberg Emil Vinjebo Casper von Folsach           | Rune Almindsø Anders Hardahl Mathias Krigbaum Martin Mortensen Torkil Veyhe Rasmus Wallin                 | Kasper Asgreen Michael Carbel Svendgaard Rasmus Guldhammer Niklas Larsen Mads Rahbek (da) Mark Sehested    |
| 2018  | Morten Hulgaard Magnus Bak Klaris Christoffer Lisson Nicklas Amdi Pedersen Rasmus Quaade Martin Toft    | Anders Hardahl Julius Johansen Johan Price-Pejtersen Emil Vinjebo Casper von Folsach Rasmus Wallin        | Tobias Kongstad Andreas Kron Martin Mortensen Mathias Norsgaard Andreas Stokbro Troels Vinther             |
| 2019  | Tobias Kongstad Mathias Norsgaard Rasmus Quaade Torkil Veyhe Emil Vinjebo Rasmus Wallin                 | Jacob Hindsgaul Morten Hulgaard Niklas Larsen Johan Price-Pejtersen Frederik Rodenberg Casper von Folsach | Mathias Bregnhøj Mathias Matz (da) Christoffer Lisson Nicklas Amdi Pedersen Mads Rahbek (da) Martin Toft   |
| 2020  | Pas organisé                                                                                            | Pas organisé                                                                                              | Pas organisé                                                                                               |
| 2021  | Nils Lau Broge (da) Joshua Gudnitz Benjamin Hertz (da) Adam Holm Stian Rosenlund (da) Martin Toft       | Kasper Andersen Mads Andersen William Blume Levy Frederik Muff Jeppe Aaskov Pallesen Mads Østergaard      | Peter Asbjørn Hansen Marcus Holm Rasmus Byriel Jonas Jakobsen Emil Schmidt Carl Voldbjerg                  |
| 2022  | Frederik Muff Matias Malmberg Mads Østergaard Jeppe Aaskov Pallesen                                     | Nils Lau Borge (da) Rasmus Søjberg Mads Rahbek (da) Martin Toft                                           | Rasmus Wallin Martin Pedersen (da) Tobias Kongstad Oliver Knudsen (da)                                     |

## Femmes

### Podiums de la course en ligne
| Année | Vainqueur                        | Deuxième                         | Troisième                    |
| ----- | -------------------------------- | -------------------------------- | ---------------------------- |
| 1981  | Helle Sørensen                   |                                  |                              |
| 1982  | Helle Sørensen                   | Bettina Falsing                  | Karina Skibby                |
| 1983  | Helle Sørensen                   |                                  |                              |
| 1984  | Lona Munck                       | Bettina Falsing                  | Zita Jesse                   |
| 1985  | Karina Skibby                    |                                  |                              |
| 1986  | Helle Sørensen                   |                                  |                              |
| 1987  | Helle Sørensen                   | Bettina Falsing                  | Karina Skibby                |
| 1988  | Hanne Malmberg                   | Lona Munck                       | Gitte Hjortflod              |
| 1989  | Karina Skibby                    | Helle Sørensen                   | Bettina Falsing              |
| 1990  | Karina Skibby                    | Bettina Falsing                  | Rikke Sandhøj                |
| 1991  | Karina Skibby                    | Lona Munck                       | Sanne Lassen                 |
| 1992  | Sanne Schmidt                    | Helle Sørensen                   | Lona Munck                   |
| 1993  | Sanne Schmidt                    | Hanne Malmberg                   | Helene Søgaard               |
| 1994  | Rikke Sandhøj                    | Sanne Schmidt                    | Helle Jensen                 |
| 1995  | Rikke Sandhøj                    | Helle Sørensen                   | Lotte Schmidt                |
| 1996  | Helle Sørensen                   | Lotte Schmidt                    | Sanne Schmidt                |
| 1997  | Rikke Sandhøj                    | Lisbeth Simper                   | Helle Sørensen               |
| 1998  | Rikke Sandhøj                    | Lisbeth Simper                   | Lotte Schmidt                |
| 1999  | Ann Svendsgaard Mathiesen        | Rikke Sandhøj                    | Lisbeth Simper               |
| 2000  | Mette Fischer Andreasen          | Line Lykke Meyer Nielsen         | Sanne Schmidt                |
| 2001  | Lisbeth Simper                   | Pernille Langelund Jakobsen      | Lotte Bak                    |
| 2002  | Lisbeth Simper                   | Vibe Janne Kolding               | Mette Fischer Andreasen      |
| 2003  | Lisbeth Simper                   | Dorte Lohse Rasmussen            | Trine Schmidt                |
| 2004  | Pernille Langelund Jakobsen      | Dorte Lohse Rasmussen            | Mette Fischer Andreasen      |
| 2005  | Dorte Lohse Rasmussen            | Linda Villumsen                  | Janne Bruhn-Henriksen        |
| 2006  | Linda Villumsen                  | Mie Bekker Lacota                | Dorte Lohse Rasmussen        |
| 2007  | Karina Hegelund                  | Dorte Lohse Rasmussen            | Trine Schmidt                |
| 2008  | Linda Villumsen                  | Maja Adamsen                     | Iben Bohé                    |
| 2009  | Linda Villumsen                  | Trine Schmidt                    | Maria Grandt Petersen        |
| 2010  | Annika Langvad                   | Christina Siggaard               | Trine Lorentzen              |
| 2011  | Julie Leth                       | Iben Bohé                        | Trine Schmidt                |
| 2012  | Cathrine Grage                   | Iben Bohé                        | Julie Leth                   |
| 2013  | Kamilla Sofie Valin              | Rikke Lønne                      | Trine Lorentzen              |
| 2014  | Amalie Dideriksen                | Christina Siggaard               | Julie Leth                   |
| 2015  | Amalie Dideriksen                | Betina Cramer                    | Christina Siggaard           |
| 2016  | Emma Norsgaard Jørgensen         | Amalie Dideriksen                | Betina Cramer                |
| 2017  | Camilla Møllebro Pedersen        | Trine Andersen                   | Louise Holm Houbak           |
| 2018  | Amalie Dideriksen                | Emma Cecilie Norsgaard Jørgensen | Christina Siggaard           |
| 2019  | Amalie Dideriksen                | Pernille Mathiesen               | Christina Siggaard           |
| 2020  | Emma Cecilie Norsgaard Jørgensen | Julie Norman Leth                | Cecilie Uttrup Ludwig        |
| 2021  | Amalie Dideriksen                | Emma Cecilie Norsgaard Jørgensen | Cecilie Uttrup Ludwig        |
| 2022  | Cecilie Uttrup Ludwig            | Emma Cecilie Norsgaard Bjerg     | Amalie Dideriksen            |
| 2023  | Rebecca Koerner                  | Marie-Louise Hartz Krogager      | Amalie Kvist Nybroe          |
| 2024  | Rebecca Koerner                  | Amalie Dideriksen                | Emma Cecilie Norsgaard Bjerg |
| 2025  | Alberte Greve                    | Amalie Dideriksen                | Solbjørk Minke Anderson      |

Multi-titrées
- 6 : Helle Sørensen

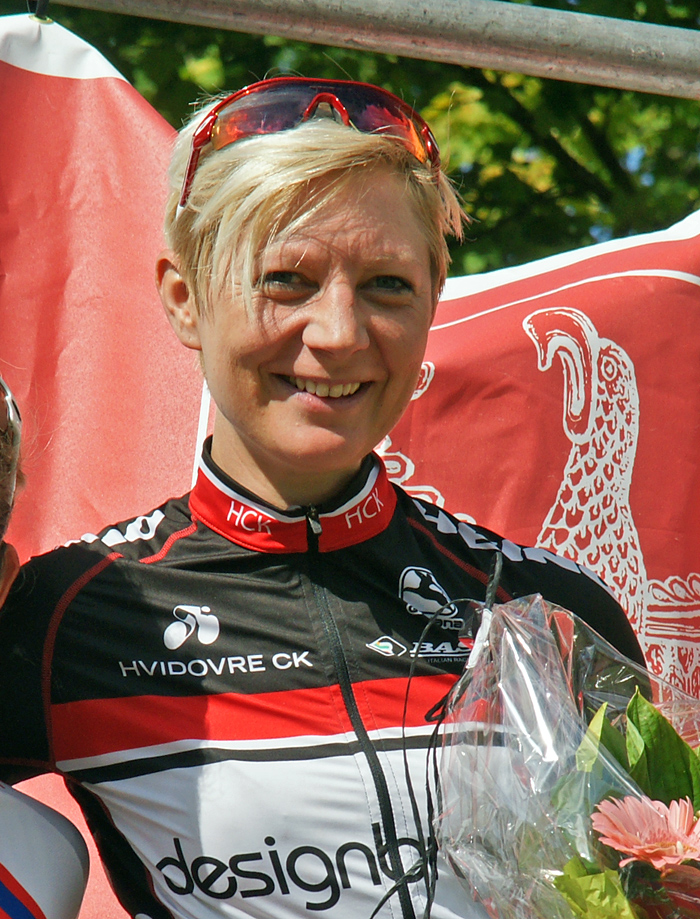
Cathrine Grage, championne du Danemark 2012

- 4 : Amalie Dideriksen, Rikke Sandhøj, Karina Skibby
- 3 : Lisbeth Simper, Linda Villumsen
- 2 : Sanne Schmidt

### Podiums du contre-la-montre
| Année | Vainqueur                        | Deuxième                  | Troisième                    |
| ----- | -------------------------------- | ------------------------- | ---------------------------- |
| 1982  | Helle Sørensen                   | Pernille Jørgensen        | Lona Munck                   |
| 1984  | Liselotte Pind                   | Susan Johannesen          | Tina Lundgren                |
| 1985  | Karina Skibby                    |                           |                              |
| 1986  | Karina Skibby                    |                           |                              |
| 1987  | Hanne Malmberg                   | Karina Skibby             | Helle Sørensen               |
| 1988  | Hanne Malmberg                   | Karina Skibby             | Lona Munck                   |
| 1989  | Hanne Malmberg                   | Karina Skibby             | Merete Andersen              |
| 1990  | Hanne Malmberg                   | Karina Skibby             | Bettina Falsing              |
| 1991  | Hanne Malmberg                   | Karina Skibby             | Ulla Sørensen                |
| 1992  | Hanne Malmberg                   | Lone Larsen               | Lona Munck                   |
| 1993  | Hanne Malmberg                   | Lone Larsen               | Melina Rasmussen             |
| 1994  | Lone Larsen                      | Melina Rasmussen          | Helle Jensen                 |
| 1995  | Susanne Nedergaard               | Melina Rasmussen          | Lotte Bak                    |
| 1996  | Lotte Schmidt                    | Melina Rasmussen          | Lotte Bak                    |
| 1997  | Helle Sørensen                   | Helle Jensen              | Melina Rasmussen             |
| 1998  | Melina Rasmussen                 | Lisbeth Simper            | Sanne Schmidt                |
| 1999  | Lisbeth Simper                   | Helle Sørensen            | Ann Svendsgaard Mathiesen    |
| 2000  | Lisbeth Simper                   | Sanne Schmidt             | Pernille Langelund Jakobsen  |
| 2001  | Lisbeth Simper                   | Sanne Schmidt             | Lotte Bak                    |
| 2002  | Lisbeth Simper                   | Vibe Janne Kolding        | Pernille Langelund Jakobsen  |
| 2003  | Lisbeth Simper                   | Vibe Janne Kolding        | Christina Peick-Andersen     |
| 2004  | Mette Andersen                   | Trine Schmidt             | Christina Peick-Andersen     |
| 2005  | Dorte Lohse Rasmussen            | Trine Schmidt             | Linda Villumsen              |
| 2006  | Linda Villumsen                  | Trine Schmidt             | Dorte Lohse Rasmussen        |
| 2007  | Trine Schmidt                    | Dorte Lohse Rasmussen     | Annette Dam Fialla           |
| 2008  | Linda Villumsen                  | Trine Schmidt             | Maja Adamsen                 |
| 2009  | Linda Villumsen                  | Trine Schmidt             | Margriet Helena Kloppenburg  |
| 2010  | Annika Langvad                   | Trine Schmidt             | Maria Grandt Petersen        |
| 2011  | Annika Langvad                   | Michelle Lauge Quaade     | Trine Schmidt                |
| 2012  | Cathrine Grage                   | Michelle Lauge Quaade     | Julie Leth                   |
| 2013  | Annika Langvad                   | Kamilla Sofie Valin       | Julie Leth                   |
| 2014  | Julie Leth                       | Kamilla Sofie Valin       | Camilla Møllebro Pedersen    |
| 2015  | Rikke Lønne                      | Camilla Møllebro Pedersen | Amalie Dideriksen            |
| 2016  | Cecilie Uttrup Ludwig            | Trine Schmidt             | Kamilla Sofie Valin          |
| 2017  | Cecilie Uttrup Ludwig            | Pernille Mathiesen        | Louise Norman Hansen         |
| 2018  | Cecilie Uttrup Ludwig            | Pernille Mathiesen        | Annika Langvad               |
| 2019  | Louise Norman Hansen             | Pernille Mathiesen        | Louise Holm Houbak           |
| 2020  | Amalie Dideriksen                | Trine Schmidt             | Birgitte Andersen            |
| 2021  | Emma Cecilie Norsgaard Jørgensen | Louise Holm Houbak        | Cecilie Uttrup Ludwig        |
| 2022  | Emma Cecilie Norsgaard Bjerg     | Julie Norman Leth         | Trine Andersen               |
| 2023  | Emma Cecilie Norsgaard Bjerg     | Cecilie Uttrup Ludwig     | Julie Maribo                 |
| 2024  | Emma Cecilie Norsgaard Bjerg     | Rebecca Koerner           | Alberte Greve                |
| 2025  | Rebecca Koerner                  | Gertrud Riis Madsen       | Emma Cecilie Norsgaard Bjerg |

Multi-titrées
- 7 : Hanne Malmberg
- 5 : Lisbeth Simper
- 3 : Annika Langvad, Cecilie Uttrup Ludwig, Linda Villumsen
- 2 : Karina Skibby, Helle Sørensen

## Espoirs Hommes

### Podiums de la course en ligne
| Année | Vainqueur                 | Deuxième                 | Troisième                  |
| ----- | ------------------------- | ------------------------ | -------------------------- |
| 1996  | Tayeb Braikia             | Dani Petersen            | Jakob Gram Nielsen (nl)    |
| 1997  | Michael Steen Nielsen     | René Jørgensen           | Dani Petersen              |
| 1998  | Bjarke Nielsen            | Jimmy Hansen             | Morten Voss Christiansen   |
| 1999  | Max Sloth Nielsen         | Morten Voss Christiansen | Jan Jespersen              |
| 2000  | Jimmy Hansen              | Michael Larsen           | Thomas Bruun Eriksen       |
| 2001  | Thue Houlberg             | Søren Svendsen           | Morten Knudsen             |
| 2002  | Martin Pedersen           | Michael Berling (de)     | Brian Vandborg             |
| 2003  | Mads Christensen          | Brian Vandborg           | Lars Frederiksen           |
| 2004  | Martin Pedersen           | Anders Lund              | Martin Mortensen           |
| 2005  | Jan Almblad (de)          | Martin Mortensen         | Anders Lund                |
| 2006  | Kasper Jebjerg            | Michael Færk             | Alex Rasmussen             |
| 2007  | Thomas Kristiansen        | Jakob Bering             | Jacob Kodrup               |
| 2008  | Mads Rydicher             | Philip Nielsen (de)      | Nikola Aistrup             |
| 2009  | Rasmus Guldhammer         | Troels Vinther           | Kaspar Schjønnemann        |
| 2010  | Ricky Enø                 | Christopher Juul         | Mikkel Mortensen (nl)      |
| 2011  | Lasse Norman              | Christopher Juul         | Mikkel Mortensen (nl)      |
| 2012  | Sebastian Lander          | Magnus Cort              | Rasmus Sterobo             |
| 2013  | Lasse Norman              | Alexander Kamp           | Kristian Haugaard          |
| 2014  | Emil Bækhøj               | Frederik Plesner         | Nicolai Brøchner           |
| 2015  | Jonas Gregaard Wilsly     | Mads Rahbek (da)         | Søren Kragh Andersen       |
| 2016  | Mads Würtz Schmidt        | Casper Pedersen          | Andreas Stokbro            |
| 2017  | Michael Carbel Svendgaard | Andreas Stokbro          | Casper Pedersen            |
| 2018  | Julius Johansen           | Niklas Larsen            | Andreas Stokbro            |
| 2019  | Frederik Rodenberg        | Oliver Knudsen (da)      | Frederik Irgens            |
| 2020  | Frederik Irgens           | Oliver Wulff             | Mathias Matz (da)          |
| 2021  | Julius Johansen           | Søren Vosgerau (da)      | Kristian Hessel            |
| 2022  | Rasmus Søjberg            | Sebastian Changizi       | Carl-Frederik Bévort       |
| 2023  | Rasmus Søjberg            | Mads Landbo              | Henrik Pedersen            |
| 2024  | Pelle Køster              | Christian Kornum         | Asger Røjbek Sørensen (da) |

Multi-titrés
- 2 : Rasmus Søjberg, Julius Johansen, Lasse Norman, Martin Pedersen

### Podiums du contre-la-montre
| Année | Vainqueur             | Deuxième              | Troisième           |
| ----- | --------------------- | --------------------- | ------------------- |
| 2000  | Thue Houlberg         | Thomas Bruun Eriksen  | Henrik Grundsøe     |
| 2001  | Thue Houlberg         | Lasse Siggaard        | Rasmus Dyring       |
| 2002  | Brian Vandborg        | Rasmus Dyring         | Jacob Kollerup      |
| 2003  | Brian Vandborg        | Mads Christensen      | Michael Tronborg    |
| 2004  | Mads Christensen      | Lasse Bøchman         | Morten Gottlieb     |
| 2005  | Martin Mortensen      | Michael Tronborg      | Lasse Bøchman       |
| 2006  | Alex Rasmussen        | Martin Mortensen      | Michael Færk        |
| 2007  | André Steensen        | Michael Færk          | Casper Jørgensen    |
| 2008  | Michael Færk          | Daniel Kreutzfeldt    | Anders Hilligsøe    |
| 2009  | Jimmi Sørensen        | Rasmus Quaade         | Daniel Kreutzfeldt  |
| 2010  | Rasmus Quaade         | Jimmi Sørensen        | Niki Byrgesen       |
| 2011  | Rasmus Quaade         | Jimmi Sørensen        | Lasse Norman        |
| 2012  | Rasmus Quaade         | Rasmus Sterobo        | Lasse Norman        |
| 2013  | Lasse Norman          | Casper von Folsach    | Rasmus Sterobo      |
| 2014  | Søren Kragh Andersen  | Emil Wang             | Mads Pedersen       |
| 2015  | Mads Würtz Schmidt    | Søren Kragh Andersen  | Mathias Westergaard |
| 2016  | Mads Würtz Schmidt    | Kasper Asgreen        | Rasmus Wallin       |
| 2017  | Kasper Asgreen        | Mikkel Bjerg          | Mathias Norsgaard   |
| 2018  | Mathias Norsgaard     | Johan Price-Pejtersen | Andreas Stokbro     |
| 2019  | Johan Price-Pejtersen | Mikkel Bjerg          | Mathias Norsgaard   |
| 2020  | Julius Johansen       | Johan Price-Pejtersen | Mads Østergaard     |
| 2021  | Johan Price-Pejtersen | Marcus Sander Hansen  | Julius Johansen     |
| 2022  | Matias Malmberg       | Adam Holm             | Mads Andersen       |
| 2023  | Carl-Frederik Bévort  | Gustav Wang           | Joshua Gudnitz      |
| 2024  | Gustav Wang           | Henrik Pedersen       | Kristian Egholm     |

Multi-titrés
- 3 : Rasmus Quaade
- 2 : Johan Price-Pejtersen, Mads Würtz Schmidt, Brian Vandborg, Thue Houlberg

## Juniors Hommes

### Podiums de la course en ligne
| Année | Vainqueur                 | Deuxième                   | Troisième                  |
| ----- | ------------------------- | -------------------------- | -------------------------- |
| 1977  | Jesper Worre              | Jørgen Vagn Pedersen       | Jørgen Foder               |
| 1978  | René Wenzel               | Jesper Thorning            | Frank Hansen               |
| 1979  | Lars Korsgård             | Lars Nybo                  | Johnny W. Hansen           |
| 1980  | Brian Holm                | Tom Breschel               | Johnny W. Hansen           |
| 1981  | Kim Eriksen               | Jesper Dalgaard            | Flemming Nielsen           |
| 1982  | Bo Staun                  | Ole Erichsen               | Kim Hansen                 |
| 1983  | Palle Bøje                | Kenneth Røpke (de)         | Bo Hougaard                |
| 1984  | Anders Kjeldsen           | Max Jacobsen               | Allan Kaagaard             |
| 1985  | Tommy Nielsen (en)        | Henrik Bandsholm           | Christian Andersen         |
| 1986  | Jørgen Bligård            | Kenn Nygaard               | Brian G. Nielsen           |
| 1987  | Lars Michaelsen           | Bo Hamburger               | Peder Nørgård              |
| 1988  | Jannick Petersen          | Lars Pringel               | Bo Hamburger               |
| 1989  | Jens Erik Nielsen         | René Thygesen              | Ulrik Träff                |
| 1990  | Søren Mønster             | Dennis Rasmussen           | Marc Strange Jacobsen (nl) |
| 1991  | Allan Schouw              | Kim Bang Sørensen          | Frederik Berthelsen        |
| 1992  | Lars Dietrichsen          | Tayeb Braikia              | Jacob Moe                  |
| 1993  | Dani Petersen             | Jacob Moe                  | Kenneth Bank               |
| 1994  | Tonni Andreasen           | Martin Jenbo               | Jacob Gram Nielsen (nl)    |
| 1995  | Lasse Jonasson            | Bizhan Pagh                | Gøran Jensen               |
| 1996  | Gøran Jensen              | Andreas Kloster            | Thue Houlberg              |
| 1997  | Anders Raastrup           | Thue Houlberg              | Jacob Ingemann             |
| 1998  | Lars Frederiksen          | Anders Raastrup            | Thomas Oredsson            |
| 1999  | Jens-Erik Madsen          | Morten Knudsen             | Tonni Johannsen            |
| 2000  | Jesper Damgaard           | Mikkel Kristensen          | Niclas Slot                |
| 2001  | Matti Breschel            | Simon Alberg               | Chris Anker Sørensen       |
| 2002  | Andreas Finnerup          | Anders Lund                | Mads Christensen           |
| 2003  | Anders Lund               | Kristoffer Gudmund Nielsen | Mike Dahl Olsen            |
| 2004  | André Steensen            | Kasper Brandi Boesen       | Kim Nielsen                |
| 2005  | Troels Vinther            | Thomas Guldhammer          | Thomas Kristiansen         |
| 2006  | Morten Reckweg (da)       | Nicolai Olesen             | Morten Øllegård            |
| 2007  | Rasmus Guldhammer         | Mikkel Schiøler            | Mathias Kristensen         |
| 2008  | Mathias Frostholm         | Sebastian Lander           | Mathias Lisson             |
| 2009  | Lasse Norman              | Adrian Udesen              | Christian Kreutzfeldt      |
| 2010  | Alexander Mørk            | Kasper Svingel             | Michael Valgren            |
| 2011  | Magnus Cort               | Søren Kragh                | Steffen Munk               |
| 2013  | Michael Carbel Svendgaard | Mads Pedersen              | Mathias Rask               |
| 2014  | Jonas Gregaard Wilsly     | Andreas Hyldgaard          | Rasmus Wallin              |
| 2015  | Rasmus Lund               | Anthon Charmig             | Frederik Rodenberg         |
| 2016  | Frederik Rodenberg        | Morten Hulgaard            | Rasmus Lund                |
| 2017  | Julius Johansen           | Mattias Skjelmose          | Kristian Kaimer            |
| 2018  | Frederik Wandahl          | Sebastian Changizi         | Niklas Spilcker            |
| 2019  | Joshua Gudnitz            | Frederik Wandahl           | William Blume Levy         |
| 2020  | Tobias Lund               | Gustav Wang                | Emil Schandorff (da)       |
| 2021  | Carl-Frederik Bévort      | Nicolai Wandahl (da)       | Lukas Lund (da)            |
| 2022  | Henrik Pedersen           | Theodor Storm              | Mads Landbo                |
| 2023  | Albert Withen Philipsen   | Theodor Storm              | Anton Louw (da)            |
| 2024  | Sebastian Brandt          | Magnus Åhman               | Theodor Clemmensen (da)    |
| 2025  | Noah Lindholm Møller      | Aksel Storm                | Benjamin Thestrup          |

### Podiums du contre-la-montre
| Année | Vainqueur                  | Deuxième                     | Troisième                    |
| ----- | -------------------------- | ---------------------------- | ---------------------------- |
| 1957  | Henry Meyer                | Freddy Eugen                 | Ib Varbæk                    |
| 1958  | Leo Johansen               | Bo Ronne                     | Alfred Landt                 |
| 1959  | Kaj Erik Jensen            | Helge Ingemann               | Leo Johansen                 |
| 1960  | Finn Jensen                | Alf Johansen                 | Jens Petersen                |
| 1961  | Steen O. Hansen            | Flemming Hansen (en)         | Peter Rosenmeyer             |
| 1962  | Svend Erik Winther         | Gert Bjerring                | Peter Rosenmeyer             |
| 1963  | Junker Jørgensen (de)      | Leif Mortensen               | Knud Dam Petersen            |
| 1964  | Johnny Puggaard            | Bjørn Vind                   | Per Ovesen                   |
| 1965  | Ove Jensen (en)            | Johnny Puggaard              | Peter Rasmussen              |
| 1966  | Poul Jusjong               | Knud Lytzau                  | Peter Rasmussen              |
| 1967  | Knud Lytzau                | Anders Å. Nielsen            | Jørgen Marcussen             |
| 1968  | Leif Rasmussen             | Per Rydicher (de)            | Mogens Kjær                  |
| 1969  | Jan Jensen                 | Poul E. Hansen               | Mogens Kjær                  |
| 1970  | Poul E. Hansen             | Per Sandahl (en)             | Bjarne Sørensen (de)         |
| 1971  | Bjarne Sørensen (de)       | Birger Jacobsen              | Per Sandahl (en)             |
| 1972  | Allan Mortensen            | Bjarne Sørensen (de)         | Henning Larsen (de)          |
| 1973  | Leon Ringbo                | Michael Marcussen            | Ole Rasmussen                |
| 1974  | Gert Frank                 | Per Thomsen                  | Ole Rasmussen                |
| 1975  | Lars Udby (de)             | John V. Hansen               | René Bøich                   |
| 1976  | John V. Hansen             | James Møller                 | Steen-Michael Petersen (de)  |
| 1977  | Jørgen Vagn Pedersen       | Per Jensen                   | Jacob B. Thomsen             |
| 1978  | Henrik Petersen            | Kenneth Pedersen             | Frank Hansen                 |
| 1979  | Søren M. Jepsen            | Michael Guldhammer (de)      | René W. Andersen             |
| 1980  | René W. Andersen           | Brian Holm                   | Søren M. Jepsen              |
| 1981  | Preben Lindqvist           | Thomas Andersen              | Kim Eriksen                  |
| 1982  | Preben Lindqvist           | Kim Eriksen                  | Lars H. Jensen               |
| 1983  | Peter Meinert              | Rolf Sørensen                | Alex Pedersen                |
| 1984  | Alex Pedersen              | Peter Meinert                | Tommy Nielsen (de)           |
| 1985  | Simon Jensen               | Tommy Nielsen (de)           | Michael Sørensen             |
| 1986  | Simon Jensen               | Kim Marcussen (de)           | Jørgen Bligård               |
| 1987  | Jørgen Bligård             | Bo Hamburger                 | Jørgen Bo Petersen           |
| 1988  | Søren Sørensen             | Jan Bo Petersen              | Claus Holm                   |
| 1989  | Søren Sørensen             | René Thygesen                | Martin Mikkelsen             |
| 1990  | Marc Strange Jacobsen (nl) | Ulrik Träff                  | Frank Høj                    |
| 1991  | Frank Høj                  | Michael Østergaard           | Michael Blaudzun             |
| 1992  | Danny Jonasson (en)        | Michael Steen Nielsen        | Frederik Bertelsen (en)      |
| 1993  | Søren Grunnet              | Rune Larsen                  | Jacob Moe                    |
| 1994  | Brian Larsen               | Bjarke Schmidt               | Jacob Gram Nielsen (nl)      |
| 1995  | Lasse Jonasson             | Dennis Mark                  | Morten Christiansen          |
| 1996  | Gøran Jensen               | Jacob Nielsen                | Jacob Hansen                 |
| 1997  | Thue Houlberg              | Lasse Siggaard               | Lars Bak                     |
| 1998  | Thue Houlberg              | Jacob Filipowicz             | Frank Hyrsting               |
| 1999  | Jacob Filipowicz           | Jacob Kollerup               | Kenan Bulic                  |
| 2000  | Mads Christensen           | Ashleigh Nielsen             | Martin Mortensen             |
| 2002  | Martin Mortensen           | Andreas Finnerup             | Mads Christensen             |
| 2003  | Rasmus Lehrmann            | Christian Knørr              | Morten Gottlieb              |
| 2004  | Anders Berendt             | Petter Becker-Jostes         | Daniel Kreutzfeldt           |
| 2005  | Kasper Thustrup            | Thomas Guldhammer            | André Steensen               |
| 2006  | Morten Reckweg (da)        | Mikkel Schiøler              | Rasmus Guldhammer            |
| 2007  | Søren Kirkegaard           | Frederik Jernov              | Jimmi Sørensen               |
| 2008  | Jimmi Sørensen             | Sebastian Lander             | Frederik Jernov              |
| 2009  | Lasse Norman               | Michael Valgren              | Sebastian Lander             |
| 2010  | Lasse Norman               | Michael Valgren              | Alexander Mørk               |
| 2011  | Casper von Folsach         | Mads Würtz Schmidt           | Peter Mathiesen              |
| 2013  | Emil Wang                  | Magnus Bak Klaris            | Mathias Krigbaum             |
| 2014  | Niklas Larsen              | Anders Hardahl               | Casper Pedersen              |
| 2015  | Anthon Charmig             | Mathias Norsgaard            | Niklas Larsen                |
| 2016  | Mikkel Bjerg               | Frederik Rodenberg           | Morten Hulgaard              |
| 2017  | Julius Johansen            | Jacob Hindsgaul              | Jeppe Klein                  |
| 2018  | Jacob Hindsgaul            | Benjamin Hertz (da)          | Mads Rasmussen               |
| 2019  | Gustav Wang                | Joshua Gudnitz               | William Blume Levy           |
| 2020  | Gustav Wang                | Carl-Frederik Bévort         | Stian Rosenlund Richter (da) |
| 2021  | Carl-Frederik Bévort       | Gustav Wang                  | Kristian Egholm              |
| 2022  | Kristian Egholm            | Henrik Pedersen              | Carl Emil Just Pedersen (da) |
| 2023  | Albert Philipsen           | Carl Emil Just Pedersen (da) | Theodor Storm                |
| 2024  | Albert Philipsen           | Carl Emil Just Pedersen (da) | Magnus Carstensen            |
| 2025  | Johan Eltoft               | Julius Birkedal              | Malthe Risbjerg              |

Multi-titrés
- 2 : Albert Philipsen, Gustav Wang, Lasse Norman, Thue Houlberg, Søren Sørensen, Preben Lindqvist, Simon Jensen

### Podiums du contre-la-montre par équipes
| Année | Vainqueur | Deuxième | Troisième |
| ----- | --- | --- | --- |
| 1972  | Kim Gunnar Svendsen (de) Per Thomsen Anders Ole Jensen Michael Marcussen                                                                            | Jan Torp Jørgen Møller Gert Simonsen Gert Frank                                                                        | Allan Mortensen Per Fauerschou John Vinding Mogens Ottosen                                                               |
| 1973  | Gert Frank Gert Simonsen Jan Torp Jørgen Møller | Kim Theils Preben Sørensen Per Sørensen Hans Chr. Hindkjær                                                             | Benny Gammelgaard Ernst van Norde Søren Hem Torben Ridder                                                                |
| 1974  | Bent Hougaard Benny Gammelgaard Michael Jensen Ernst van Norde                                                                                      | Lars Rath Orla Eriksen Kim Andersen Gert Frank                                                                         | Asger Jensen Poul B. Jensen Thomas Lodahl Hans Chr. Hindkjær                                                             |
| 1975  | Jan Gram Jensen John V. Hansen Jens Schröder Per Frost                                                                                              | Niels Rasmussen Tonni Hansen Carsten Henriksen Claus Rasmussen (de)                                                    | Jan Skov Tommy Pedersen Carsten Pedersen Timmy Oxenbøll                                                                  |
| 1976  | John V. Hansen Jan Gram Jensen Jens Schröder Jan Sølje                                                                                              | Jean Nissen René Kurell Steen-Michael Petersen (de) Jesper Worre                                                       | Tommy Pedersen Jan Skov Carsten Pedersen Steen Jensen                                                                    |
| 1977  | John A. Hansen Claus Folke Tom René Vagn Scharling (de)                                                                                             | Jean Nissen René Kurell Steen-Michael Petersen (de) Jesper Worre                                                       | Kent Lundø John Hansen Jørgen Foder Kenneth Pedersen                                                                     |
| 1978  | Kenneth Pedersen Kent Lundø Michael Lionett Allan Bülow                                                                                             | Peter Barnewitz René Johnsson John Carlsen Jesper Thorning                                                             | Henrik Petersen Torben Petersen Jes Nielsen Carsten Maul                                                                 |
| 1980  | René W. Andersen Brian Holm Jack Arvid Olsen Tom Breschel                                                                                           | Peter Ebbesen Johnny W. Hansen Michael Ebbesen Kim Skog                                                                | Keld Fjord Rolf Sørensen Claus Lundberg Søren M. Jepsen                                                                  |
| 1993  | Rune Larsen Jan Jørgensen Jack Rasmussen | Per Larsen Dani Petersen Jesper Agergård (nl)                                                                          | Stig Dam John Larsen Andreas Kloster                                                                                     |
| 1994  | Lasse Jonasson Martin Jenbo Jacob Gram Nielsen (nl)                                                                                                 | Nick Dam Kristensen Thorvald Jakobsen Peter Madsen                                                                     | Alex Christiansen Thomas Petersen Jakob Zeihlund                                                                         |
| 1995  | Gøran Jensen Bizhan Pagh Max Nielsen | Dennis Mark Andreas Kloster Martin Sørensen                                                                            | Thorvald Jakobsen Peter Madsen Jesper Olesen                                                                             |
| 1996  | René Lohse Jimmy Hansen (de) Daniel B. Jensen | Jacob Nielsen Morten Christiansen Mads Lundstrøm                                                                       | Martin Sørensen Andreas Kloster Michel Laursen                                                                           |
| 1997  | Michel Laursen Peter Salskov Søren Svendsen | Henrik Simper Jacob Ingemann Valentin Tabor                                                                            | Lars Bak Frank Hyrsting Michael Reihs                                                                                    |
| 1998  | Christian Münstermann Glenn Bak Morten Wennecke | Lars Bak Frank Hyrsting Jens Peter Nielsen                                                                             | Niklas Krandorf Nicky Petersen Per Herand                                                                                |
| 1999  | Niklas Krandorf Kenan Bülic Christian Münstermann                                                                                                   | Sune Frederiksen Glenn Bak Thomas Japp                                                                                 | Dan Hjernø Morten Ellegaard Kristian Busk                                                                                |
| 2000  | Thomas Pedersen Matti Breschel Kasper Malmkjær | Stig Hemmingsen Ashleigh Nielsen Mads Skov                                                                             | Jon Teis Madsen Niclas Slot Patrick Wonsyld                                                                              |
| 2001  | Lars Ulrich Poul Hansen Morten Truelsen | Martin Mortensen Michael Tronborg Morten Gottlieb                                                                      | Matti Breschel Andreas Finnerup Kasper Malmkjær                                                                          |
| 2003  | Anders Lund Kasper Jebjerg Kristoffer Nielsen | Jonas Folmann Christian Knørr Rasmus Fjordside                                                                         | Morten Brinch Anders Hansen Dejan Aistrup                                                                                |
| 2004  | Thomas Riber-Sellebjerg Jesper Andersen Jonas Folmann                                                                                               | Kristian Skov Klaus Stenger Henrik Sørensen                                                                            | Nikola Aistrup Thomas Kristiansen Jonas Aaen                                                                             |
| 2005  | Thomas Guldhammer André Steensen Troels Vinther | Nikola Aistrup Jannik van Dijk Thomas Kristiansen                                                                      | Thomas Riber-Sellebjerg Niki Østergaard (en) Morten Høberg                                                               |
| 2006  | Morten Reckweg (da) Rasmus Guldhammer Ricky Enø | Nicolai Olesen Jonas Søndergaard Mikkel Schiøler                                                                       | Kristian Sobota (da) Nicholas Jørgensen Michael Schøn                                                                    |
| 2007  | Rasmus Guldhammer Christopher Juul Ricky Enø | Martin Føhns Jimmi Sørensen ?                                                                                          | Max Elmholt Lenni Andersen Thomas Kousgaard                                                                              |
| 2008  | Mads Meyer Rasmus Quaade Mark Sehested | Frederik Jernov Nicolai Steensen Sebastian Lander                                                                      | Jimmi Sørensen Emil Hovmand (de) Lenni Andersen                                                                          |
| 2009  | Emil Hovmand (de) Adrian Udesen Jesper Kousgaard | Lasse Norman Michael Valgren Daniel Malmros                                                                            | Sebastian Lander Christian Mathiesen Casper Degn                                                                         |
| 2010  | Frederik Thalund Jesper Kousgaard Christian Jersild                                                                                                 | Casper Degn Michael Valgren Mads Lillelund                                                                             | Asbjørn Kragh Alexander Mørk ?                                                                                           |
| 2011  | Casper von Folsach Søren Kragh Rasmus Lund Emil Vinjebo                                                                                             | Peter Mathiesen Mads Würtz Schmidt Alexander Kamp Frederik Thalund                                                     | Nicklas Runliden Aske Vorre Lucas Udby Martin Grøn                                                                       |
| 2012  | Søren Kragh Mads Pedersen Emil Vinjebo Mathias Krigbaum                                                                                             | Jonas Poulsen Lukas Kilsgaard Nicklas Bøje Patrick Olesen                                                              | Mathias Møller Peter Mathiesen Mads Würtz Schmidt Mads Rahbek (da)                                                       |
| 2013  | Mads Pedersen Jonas Poulsen Mathias Krigbaum Anders Egsvang                                                                                         | Michael Carbel Mads Rahbek (da) Simon Hamann Andreas Gylling                                                           | Nikolaj Kust Emil Ravnsholt Simon Holgersen Mathias Rask                                                                 |
| 2014  | Kel-berg Roskilde Junior | Giordana Isaac Cycle Herning                                                                                           | Cycling Elite Copenhagen-Amager                                                                                          |
| 2015  | Kel-berg Roskilde Junior | Herning CK Junior | DCR Ballerup |
| 2016  | Børkop Cykler-Carl Ras Roskilde Junior | Herning CK Junior | ABC Junior |
| 2017  | Børkop Cykler-Carl Ras Roskilde Junior | Pythonprocom-Velowear                                                                                                  | Herning CK Junior |
| 2018  | Børkop Cykler-Carl Ras Roskilde Junior- Frederik Wandahl - William Blume Levy - Ludvig Wacker - Andreas Sarbo - Matias Malmberg - Mattias Skjelmose | ABC Junior- Frederik Egehus - Oliver Wulff - Mads Rasmussen - Joshua Gudnitz - Kasper Søgaard - Peter Busk             | Herning CK Junior- Jacob Hindsgaul - Peter Riis - Robin Skivild - Sebastian Nielsen - Sebastian Millinge - Frederik Nybo |
| 2019  | NPV-Carl Ras Roskilde- Kasper Andersen - Tobias Lund - William Blume Levy - Frederik Wandahl                                                        | ABC Junior | Mascot Workwear |
| 2020  | Pas organisé | Pas organisé | Pas organisé |
| 2021  | ABC Junior- Gustav Wang - Carl-Frederik Bévort - Pelle Køster - Frederik Just                                                                       | NPV-Carl Ras Roskilde Junior- Frederik Bjørn Sørensen (da) - Alexander Arnt Hansen - Kristian Egholm - Henrik Pedersen | Mascot Workwear- Magnus Lorents Nielsen - Lukas Lund (da) - Simon Dalby - Mads-Emil Hougaard (da)                        |
| 2022  | Herning CK Junior Biemme- Frederik Just - Tore Troelsen (da) - Alfred Grenaae - Hugo Bruun van Deurs                                                | Bach Advokater-CEC Junior- Boas Lysgaard (da) - Lucas Toftemark (da) - Alfred Kongstad - Jakob Falk Paarup             | NPV-Carl Ras Roskilde Junior- Kristian Egholm - Theodor Storm - Tobias Svarre - Henrik Pedersen                          |